# Strada statale 4 Via Salaria
La strada statale 4 Via Salaria (SS 4) è una strada statale italiana che collega Roma al mare Adriatico presso Porto d'Ascoli, quartiere di San Benedetto del Tronto, passando per i capoluoghi provinciali Rieti e Ascoli Piceno e valicando l'Appennino centrale al passo della Torrita (1.018 m s.l.m.).
Il suo percorso segue quello dell'antica consolare romana Via Salaria e si sviluppa in due regioni, Lazio e Marche. Costituisce il principale collegamento di Roma con Rieti, e quello più breve con Ascoli Piceno; prima dell'apertura dell'autostrada A24, nel 1970, era anche la principale arteria di collegamento tra Roma e L'Aquila, tramite la statale 17 che si dirama ad Antrodoco.
Nei due lati terminali, il ruolo della Salaria come arteria di grande comunicazione è stato soppiantato dalla viabilità autostradale: l'A1 Dir tra Roma e Passo Corese, 29 km, e il RA 11 tra Ascoli e Porto d'Ascoli, 32 km (nel primo caso mantenendo la classificazione di strada statale, nel secondo venendo declassata a strada provinciale).
Al contrario, nel tratto centrale (Passo Corese - Ascoli, 140 km) la Salaria svolge tuttora un ruolo fondamentale per il traffico a lunga percorrenza. Questo tratto presenta caratteristiche tecniche molto varie (dalla superstrada alla strada di montagna) e criticità di diverso genere; dagli anni Sessanta in poi è stato interessato a più riprese da interventi di adeguamento, volti a trasformare il tratto Passo Corese-Rieti in strada extraurbana principale e quello Rieti-Ascoli in strada a scorrimento veloce (interventi tuttora incompleti dopo oltre cinquant'anni).

## Storia
L'importanza nazionale dell'asse stradale costituito dalla Via Salaria, la più antica delle strade consolari romane, era già stata riconosciuta nel 1923 quando venne istituita la Strada nazionale 67 Salaria.
Con la riforma della rete viaria nazionale del 1928 alla "strada nazionale 67" subentrò la "strada statale 4", che venne istituita con il percorso "Roma - Passo Corese - Rieti - Antrodoco - Arquata del Tronto - Ascoli Piceno - Innesto con la n. 16 a Porto d'Ascoli".
Uno dei primi interventi rilevanti sulla Salaria, alla fine dell'Ottocento, fu la costruzione di una variante esterna al centro abitato di Rieti, con la costruzione di un nuovo ponte sul fiume Velino (ponte Cavallotti). L'intervento si rese necessario soprattutto a causa dei frequenti allagamenti di cui soffriva l'antico Ponte Romano; permise inoltre di evitare l'attraversamento delle strette vie del centro storico e la salita dal fondovalle alla rocca.

### Gli interventi di epoca fascista
A partire dal 1929 la Salaria fu sottoposta dall'Azienda autonoma statale della strada a lavori di ammodernamento lungo tutto il suo percorso.
Gli interventi erano mirati ad adeguare il percorso preesistente (pensato per il transito di mezzi a trazione animale) alle esigenze del nascente traffico automobilistico, tramite la rimozione di barriere e strettoie, correzioni di curve, ecc.
Tra gli interventi maggiori, ci fu il rifacimento ex novo del Ponte Salario a Roma (1930) e il rifacimento del Ponte dei Santi Filippo e Giacomo ad Ascoli Piceno (1932). Nel 1930 la variante di Rieti venne ulteriormente migliorata, per evitare al traffico il passaggio sotto lo stretto arco di Porta Romana: venne realizzato un breve tratto di bypass e fu ideata una nuova sistemazione della piazza, curata dall'architetto Bazzani (con circolazione rotatoria e la porta spostata nel mezzo a scopo ornamentale).
Inoltre la superficie stradale (fino ad allora sterrata) venne sostituita con una pavimentazione in bitume nel tratto Roma-Rieti (completato prima del 1932) e nel tratto Rieti-Antrodoco (completato dopo il 1932).
Nel 1932, alle porte di Rieti, sulla Salaria transitavano circa 1400 veicoli al giorno, di cui 600 autoveicoli.

### Gli interventi degli anni Cinquanta

La variante di Posta (1954)

Nel secondo dopoguerra, il continuo incremento del traffico e il fenomeno della motorizzazione di massa spinsero l'Anas a eseguire interventi di miglioramento su tutte le strade statali, Salaria compresa.
I lavori eseguiti dall'Anas in questa prima fase si limitarono all'eliminazione dei più gravi intralci al traffico, come strettoie e punti particolarmente tortuosi. Fu innanzitutto allargata la carreggiata nei punti più stretti, in cui permaneva la vecchia larghezza di appena 4 metri e 20, portandola alla larghezza di 8 metri.
Furono inoltre realizzate delle piccole varianti di tracciato per evitare l'attraversamento di centri urbani con vie troppo strette, o per evitare le più evidenti irregolarità nell'andamento plano-altimetrico; i tratti di nuova costruzione furono dotati di carreggiate ampie e generosi raggi di curvatura, ma furono raccordati alla viabilità locale da intersezioni ancora a raso e non a livelli sfalsati.

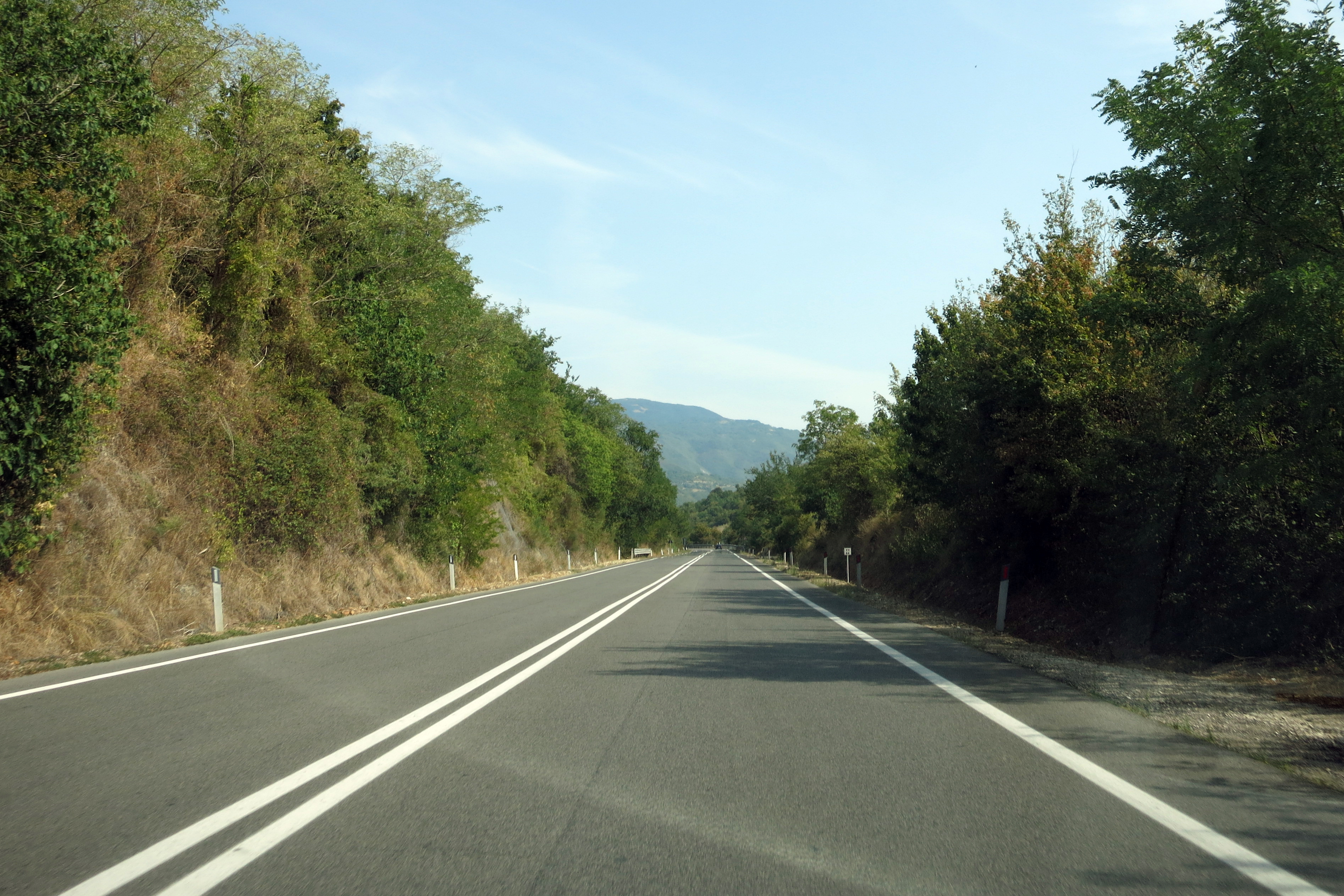
La variante di Cittaducale (1962)

Furono realizzate in questo periodo:
- la variante di Ascoli Piceno (5,4 km), oggi nota come "circonvallazione nord", progettata nella prima metà degli anni cinquanta[7] e aperta al traffico prima del 1964.[8] L'intervento fu articolato in due lotti[8] e deviò la Salaria a nord del centro abitato, evitando l'antico percorso che attraversava il centro storico di Ascoli Piceno (passando per piazza Arringo, ponte Maggiore e ponte S.S. Filippo e Giacomo);
- la variante di Cittaducale (3 km), aperta al traffico il 6 novembre 1962,[9] che permise di evitare l'arrampicamento sulla collina dove sorge il paese;
- la variante di Antrodoco-Borgo Velino (4 km), che permise di evitare l'attraversamento dei centri storici dei due paesi nonché l'eliminazione di due passaggi a livello;[7]
- la variante di Posta (1 km), aperta al traffico nel 1954;[10]
- la variante di Acquasanta Terme, in corso di realizzazione nel 1964,[8] che con una galleria permise di evitare l'attraversamento del corso principale di Acquasanta;
- un nuovo ponte sul Tronto a Quintodecimo (250 m) che permise di eliminare un restringimento e una stretta curva.

Non tutte le predette varianti sono ancora in uso come parte del percorso della statale: infatti, essendo state realizzate per risolvere problemi circoscritti e con gli standard stradali dell'epoca (in alcuni casi superati), non possono considerarsi strada a scorrimento veloce. Con gli interventi più radicali eseguiti successivamente, alcune di esse sono state o saranno sostituite da un'ulteriore variante: allo stato attuale, l'unica a non far più parte della statale è la circonvallazione di Ascoli; la futura sostituzione è prevista anche per le varianti di Antrodoco, Acquasanta e Quintodecimo, mentre al momento non è prevista per le varianti di Cittaducale e Posta.

### La "nuova" Salaria a scorrimento veloce
Negli anni cinquanta, mentre erano in corso i piccoli interventi "palliativi" descritti in precedenza, si discuteva inoltre l'assetto della nascitura rete autostradale italiana. All'interno di questo dibattito, circolarono anche due proposte che avrebbero interessato direttamente la Salaria, e avrebbero comportato la sua sostituzione con una moderna autostrada: una prevedeva di far passare l'autostrada del Sole per Perugia, Terni e Rieti (sostituendo quindi il tratto Roma-Rieti della Salaria), un'altra ipotizzava di collegare Roma all'Adriatico con un'autostrada che ricalcasse la Via Salaria (sostituendola quindi nella sua interezza).

La Salaria come si presentava negli anni Sessanta nel tratto tra Rieti e Roma, prima della costruzione della variante

Le due ipotesi vennero fortemente sostenute dai parlamentari del collegio Umbro-Sabino ma non furono accolte: nel primo caso prevalse il tracciato via Orte ed Arezzo, mentre nel secondo la spuntò l'Abruzzo, con l'A24 che sarebbe passata per L'Aquila, Teramo e Giulianova. Entrambe le decisioni relegavano l'asse della Salaria ad un ruolo secondario, ma in particolare fu la scelta dell'A24 che comportò un vero e proprio tracollo per l'importanza della Salaria come arteria di livello nazionale: all'apertura al traffico di quell'autostrada, la Salaria era destinata a perdere non solo il ruolo di collegamento principale tra Roma e L'Aquila/Teramo, ma anche tutto il traffico proveniente dalla costa Adriatica, e persino una parte di quello proveniente dal Piceno e dalla valle del Tronto (che, pur trovandosi lungo la Salaria, sarebbe stato messo nelle condizioni di raggiungere Roma in meno tempo con l'A24, passando per Teramo).
Ciononostante, anche per la Salaria furono previsti significativi interventi, necessari sia per servire le zone non raggiunte dall'A24 (in particolare il reatino), sia per i lunghi tempi di costruzione richiesti da quest'ultima (L'Aquila sarà raggiunta nel 1970, l'Adriatico solo negli anni novanta). Infatti negli anni cinquanta, all'interno del piano per il miglioramento della viabilità maggiore, l'Anas predispose un progetto di massima per rettificare e allargare la Salaria sull'intero percorso, che il ministro dei Lavori Pubblici appoggiò (promettendo come primo intervento una variante in corrispondenza del passo della Torrita, del costo di sei miliardi di lire, che avrebbe permesso di abbassare la quota di valico a 800 metri s.l.m.). L'importanza di agevolare il tracciato della consolare fu sottolineata con insistenza dai parlamentari del territorio i quali, vista la centralità assunta dal trasporto stradale a scapito di quello ferroviario, iniziarono a concentrare su questo obiettivo gli sforzi che in precedenza erano stati vanamente profusi verso la realizzazione della ferrovia Salaria.
La realizzazione di questi interventi, tuttavia, si concretizzò in tempi rapidi solo nel tratto tra Rieti e Roma (dove furono conclusi nel 1971). Nel tratto tra Rieti e l'Adriatico, invece, i lavori non sono ancora conclusi e si trascinano da oltre cinquant'anni; al 2018, è ancora da ammodernare circa un quarto del percorso.

#### Tratto Roma-Rieti (1960-1971)

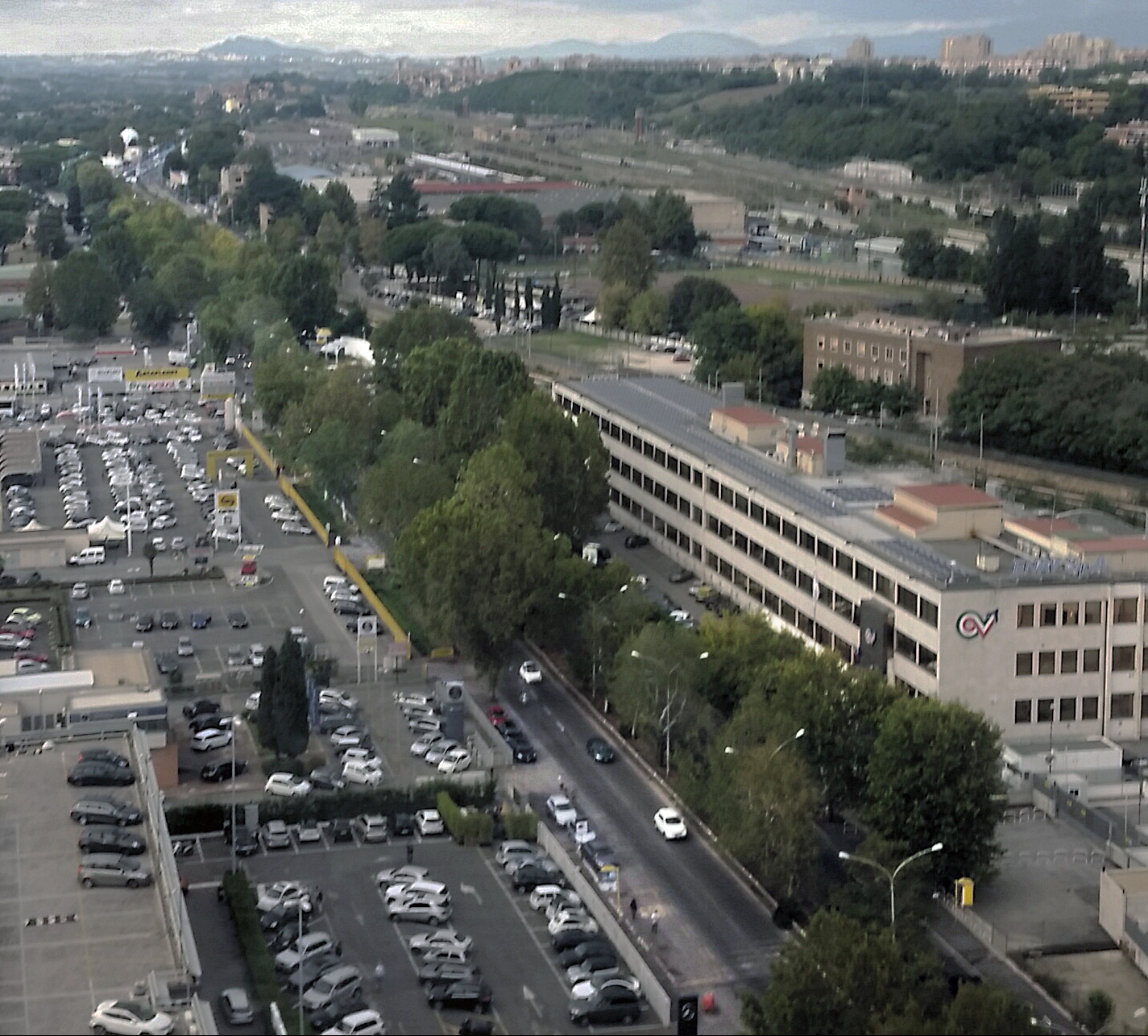
Il tratto della Via Salaria interno a Roma, raddoppiato negli anni Sessanta

Nel tratto interno alla città di Roma, l'ammodernamento della Via Salaria ebbe inizio poco prima di ponte Salario (dove era previsto l'incrocio con la futura tangenziale Est), e consistette nel raddoppio completo della carreggiata fino alla frazione di Settebagni; l'intervento tuttavia non eliminò i numerosi incroci a raso e gli accessi agli edifici prospicienti.

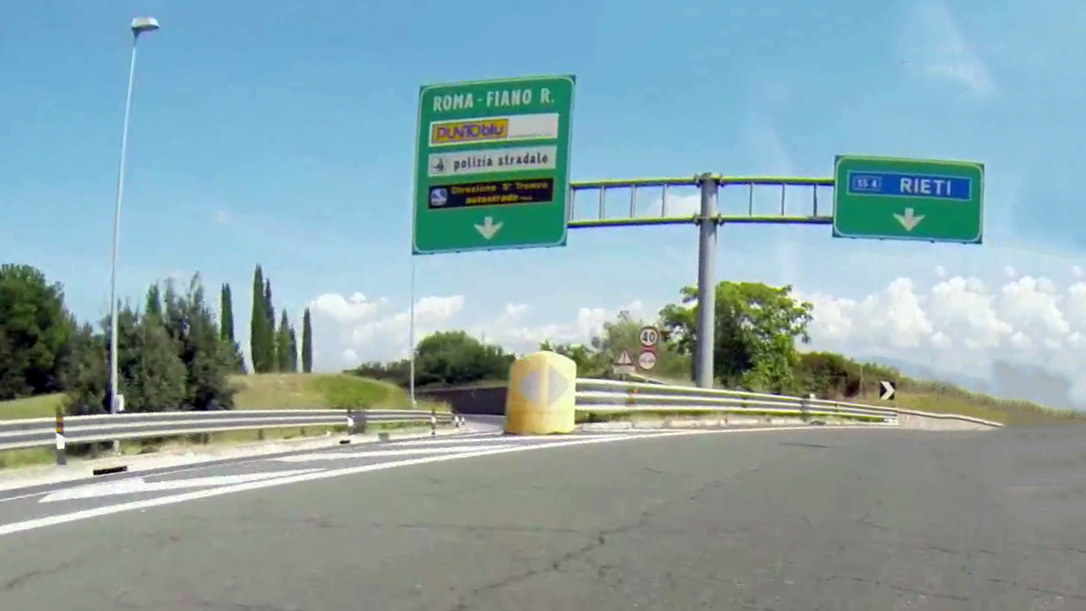
Il casello di Fiano Romano sull'A1 con l'inizio della Diramazione Salaria

Nel tratto successivo, da Settebagni a Passo Corese (19 km), l'operazione fu semplificata dal fatto che il tracciato della costruenda Autostrada del Sole fosse parallelo alla Salaria (le due arterie corrono sulle sponde opposte del fiume Tevere, a meno di tre chilometri di distanza reciproca). Per tale ragione fu deciso di non intervenire sul tratto Settebagni - Passo Corese ma di far confluire la Salaria nell'Autosole, con la costruzione di una breve diramazione (chiamata "SS4 Dir Diramazione Salaria") che dal casello di Fiano Romano si ricollega alla Salaria in corrispondenza di Passo Corese. Tale diramazione fu costruita fin da allora con doppia carreggiata separata da spartitraffico, e con incroci a livelli sfalsati.
I maggiori interventi però interessarono il tratto successivo, da Passo Corese a Rieti: questo tratto, dove la strada preesistente diventava molto tortuosa e disagevole, fu oggetto di importanti lavori, con la sua completa ricostruzione in variante per ampi tratti, lavori che portarono alla sua trasformazione in superstrada a carreggiata singola.

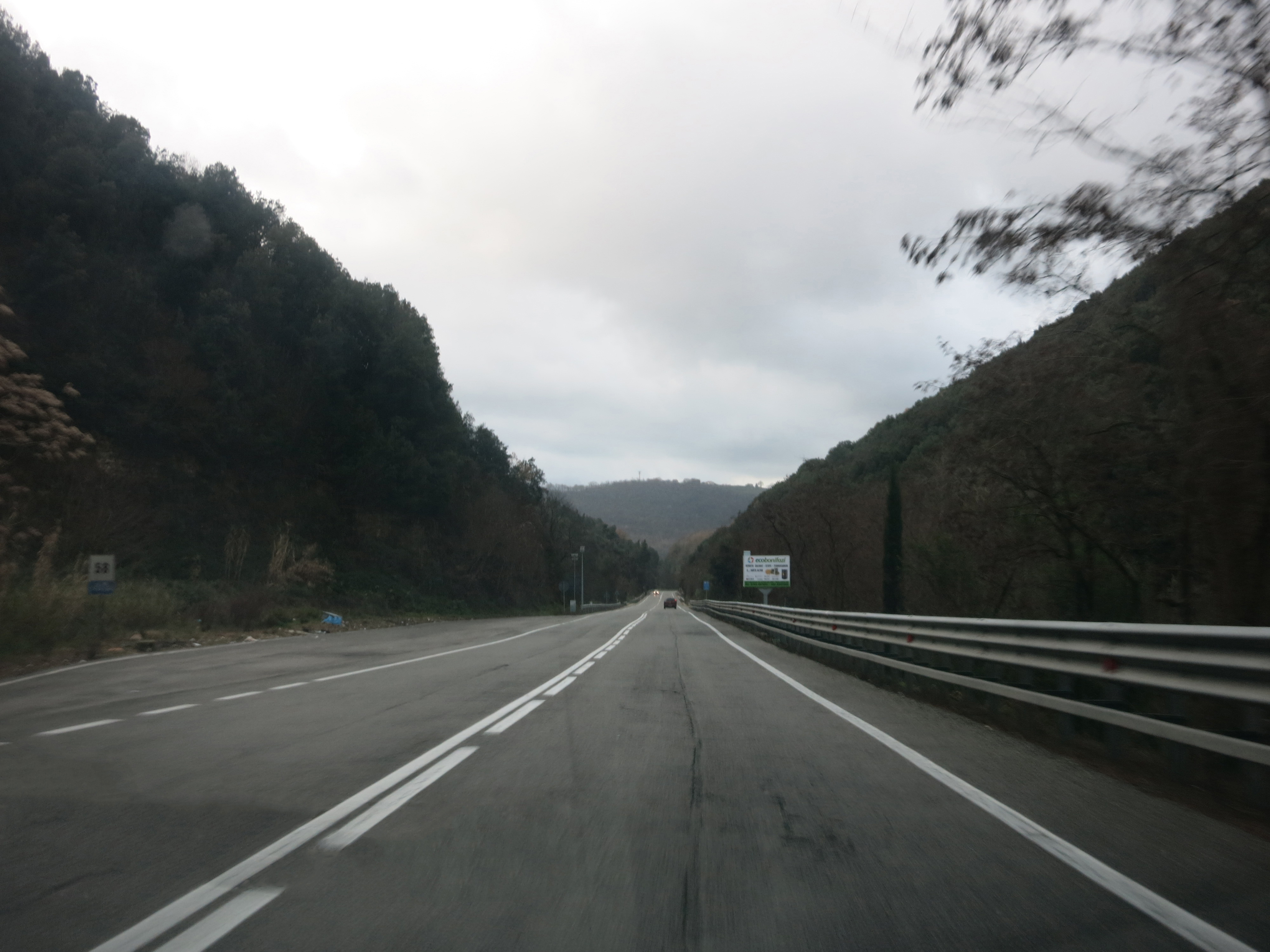
La "nuova" Salaria realizzata negli anni Sessanta, nei pressi di Poggio San Lorenzo, ancora oggi in uso

Nel tratto da San Giovanni Reatino ad Ornaro i lavori interessarono la sede originaria della Salaria, mentre nel tratto da Ornaro a Passo Corese i lavori comportarono la costruzione di una strada completamente nuova lunga 29 km, con un tracciato che si discosta notevolmente da quello preesistente (che passava per Monteleone e Torricella).

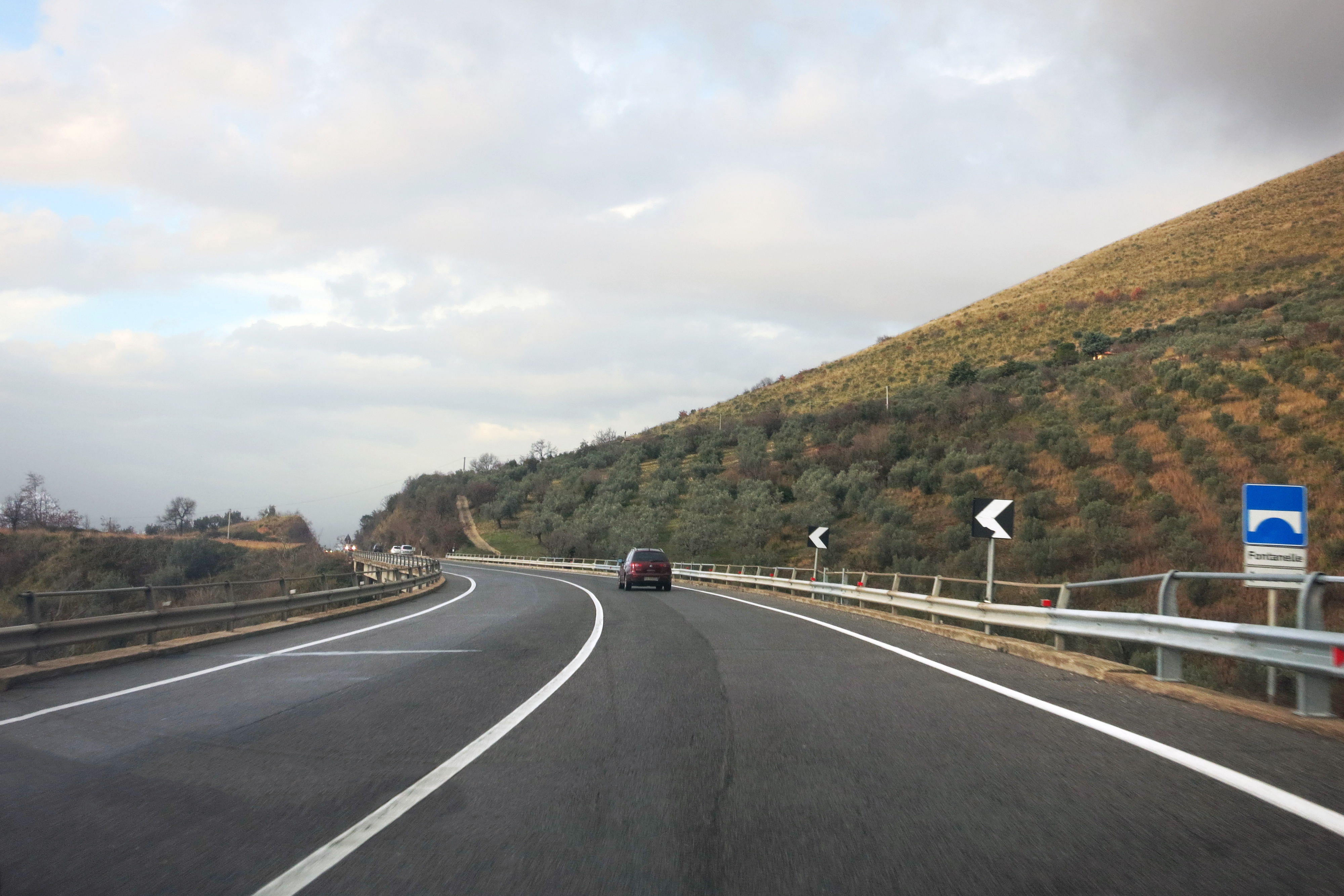
La Salaria "nuova" come si presenta oggi, nei pressi di Nerola

Con il nuovo tracciato superstradale la Salaria venne rettificata e allargata: furono eliminate le tortuosità del vecchio tracciato (prevalentemente montano), la sezione stradale venne ampliata (anche se rimase a carreggiata unica) e furono evitati gli attraversamenti dei centri abitati. Tra gli svincoli e le intersezioni, alcune furono realizzate a livelli sfalsati, con la costruzione di cavalcavia, mentre altre a raso, con la sola aggiunta della corsia centrale per l'incolonnamento dei veicoli che intendono svoltare a sinistra. Il nuovo tracciato, che comprende alcuni viadotti ma nessun tunnel, portò il raggio di curvatura minimo a 200 metri e la pendenza massima all'8%. Grazie all'eliminazione di molte curve e dell'ansa di Torricella-Monteleone, la nuova strada ridusse la distanza Rieti-Roma di ben 10 km.
In seguito ai lavori il vecchio percorso venne declassificato ed oggi è compreso nelle strade provinciali n. 40 e n. 43 "Salaria vecchia".

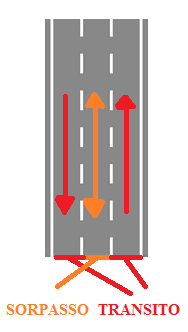
La sezione stradale originaria della nuova Salaria Rieti-Passo Corese

La nuova superstrada Rieti-Passo Corese fu realizzata secondo lo standard che prevedeva un'unica carreggiata, con una sezione molto ampia pari a 13 metri, composta da tre corsie: una per ciascun senso di marcia più quella centrale adibita al sorpasso (il suo uso era alternato ogni 1000 metri tra i flussi di traffico nelle due direzioni). Si tratta di una tipologia stradale oggi non più esistente, con cui vennero realizzate all'epoca diverse autostrade e superstrade, tra cui l'autostrada Torino-Savona e ampi tratti della Via Flaminia; fu abolita negli anni Ottanta perché considerata pericolosa, a causa dei numerosi scontri frontali che avvenivano nella corsia centrale.
Complessivamente, i lavori furono divisi in lotti e realizzati nell'arco di circa un decennio:

Il percorso della Salaria "nuova" tra Passo Corese e Rieti (colori rosso e blu) e della Salaria "vecchia" (nero)

- Raddoppio aeroporto dell'Urbe - casello A1 Settebagni (km 8+100 - 15+750): lavori iniziati nel 1967,[17] costo di 2,635 miliardi di lire.[17]
- Autostrada A1 tra Settebagni e Fiano Romano, aperta al traffico nel settembre 1963
- Diramazione Salaria tra Fiano Romano e Passo Corese (lunga 4,7 km[17]): lavori iniziati nel 1967,[18] costo di 2 miliardi.[17]
- Variante di Passo Corese, dal km 35 (poco prima di Passo Corese) al km 41 (Borgo Quinzio): lavori iniziati nel luglio 1963,[19] aperta al traffico nel 1964; costo di 450 milioni.[17]
- Variante di Nerola, da Borgo Quinzio (km 41) a Ponte Buita (km 56+350): aperta al traffico nel 1971.[20] Inizialmente il costo previsto era di 1,77 miliardi,[8] poi lievitato a 2,634 miliardi.[17]
- Variante di Ornaro, da Ponte Buita (km 56+350) al bivio per Belmonte (km 67): lavori iniziati nel luglio 1960,[19] aperta al traffico nel febbraio 1964;[19] costo di tre miliardi.[19]
- Variante di San Giovanni Reatino (km 73+500 - 80+300): lavori iniziati nel 1964,[8] aperta al traffico prima del 1971;[20] costo di 139,7 milioni.[8]

#### Tratto Rieti-Porto d'Ascoli

Il percorso della Salaria "vecchia" tra Rieti e Porto d'Ascoli (colore nero) e le varianti realizzate nel corso degli anni (colori e)

Mentre si ammodernava il tratto Rieti-Roma, partì anche l'adeguamento di quello tra Rieti e l'Adriatico. Tale azione fu resa possibile grazie alla sinergia tra le amministrazioni provinciali di Ascoli e Rieti, guidate da Giovanni Ramazzotti e Leonardo Leonardi, che costituirono un apposito consorzio denominato "società Nuova Salaria", con il sostegno del ministro Franco Maria Malfatti e del presidente regionale Luigi Cipriani. Il consorzio, che si proponeva di raggiungere il totale ammodernamento della Rieti-Ascoli, fu lo strumento grazie al quale venne realizzato il progetto di quasi tutto il tracciato e fu ottenuto il finanziamento di importanti lotti. In questo tratto, che ricadeva quasi del tutto in ex territori borbonici, i lavori furono finanziati non solo dall'Anas, ma in gran parte anche dalla Cassa del Mezzogiorno.

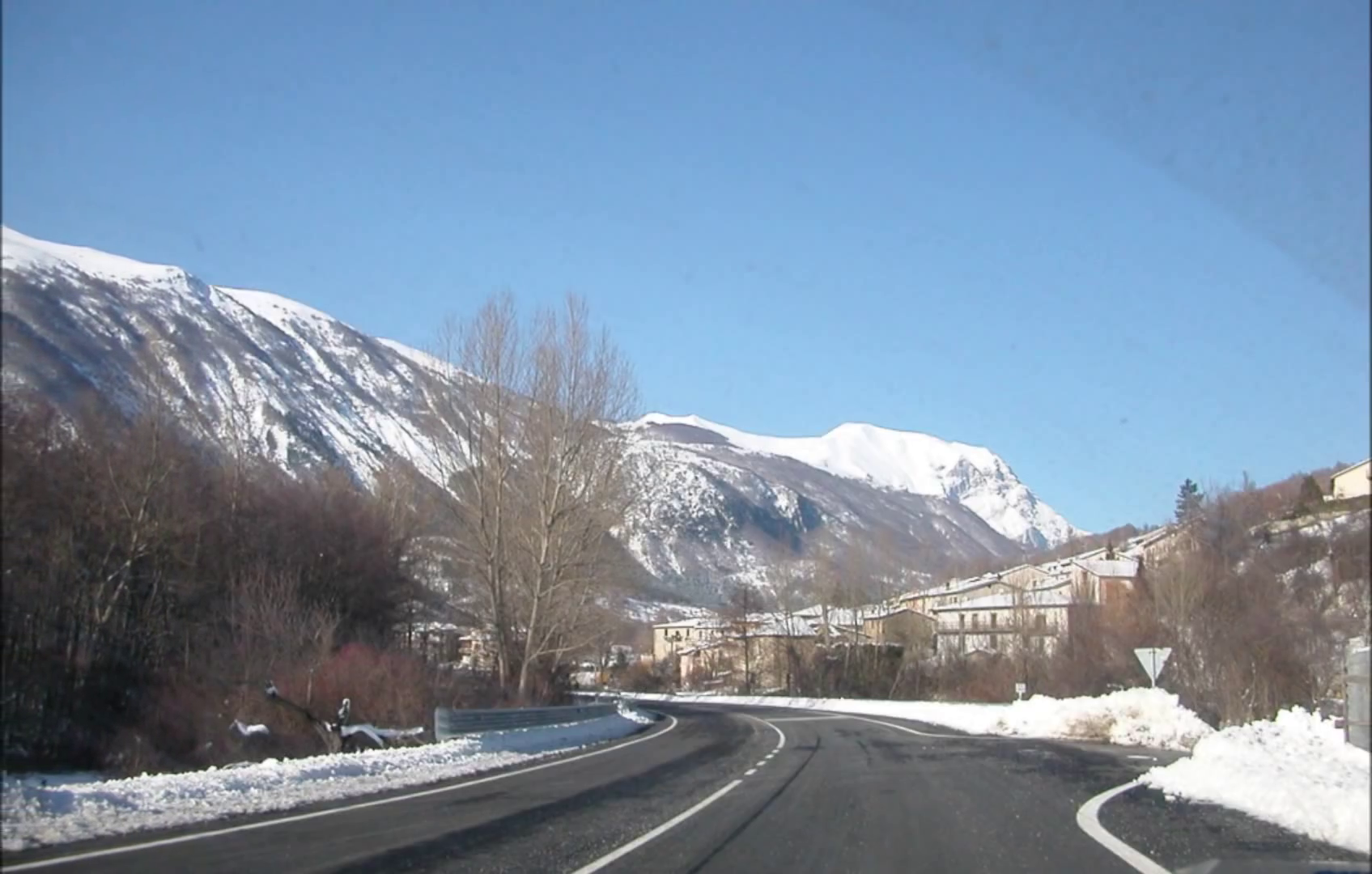
La variante di Arquata presso Grisciano

Come per il tratto Rieti-Passo Corese, era prevista la sostituzione del vecchio tracciato con una variante a carreggiata singola, più rettilinea e con sezione stradale più ampia. Tuttavia, rispetto al tratto Rieti-Passo Corese (che fu completato nel giro di pochi anni) i lavori per il tratto Rieti-Ascoli furono molto più lenti: iniziati a fine anni Sessanta, sono ancora in corso e ben lontani dalla conclusione.

##### Lotto Accumoli - Trisungo o "variante di Arquata" (1967)
Il primo intervento fu la variante tra Accumoli e Trisungo (10 km), che permise di evitare uno dei tratti più tortuosi, dove la strada preesistente abbandonava il fondovalle per arrampicarsi fino ad Arquata del Tronto e attraversava i centri abitati di Tufo, Pescara e Trisungo. L'intervento fu finanziato nel 1964 per 1,3 miliardi di lire, il progetto esecutivo fu approvato dall'Anas nel gennaio 1967 con spesa prevista di due miliardi, e i lavori iniziarono poco dopo. Al termine, il vecchio tracciato fu declassato a strada provinciale e acquisì il nome di SP 21 in territorio reatino e SP 129 in territorio ascolano.
Questo lotto è l'unico che comprende ancora intersezioni a raso con la viabilità locale; in tutti i lotti successivi vennero invece previsti esclusivamente svincoli a livelli sfalsati, secondo quello standard che all'epoca si iniziava ad affermare con il nome di strada a scorrimento veloce (strada di tipo C1).

##### Lotto Torrita - Accumoli (1968)

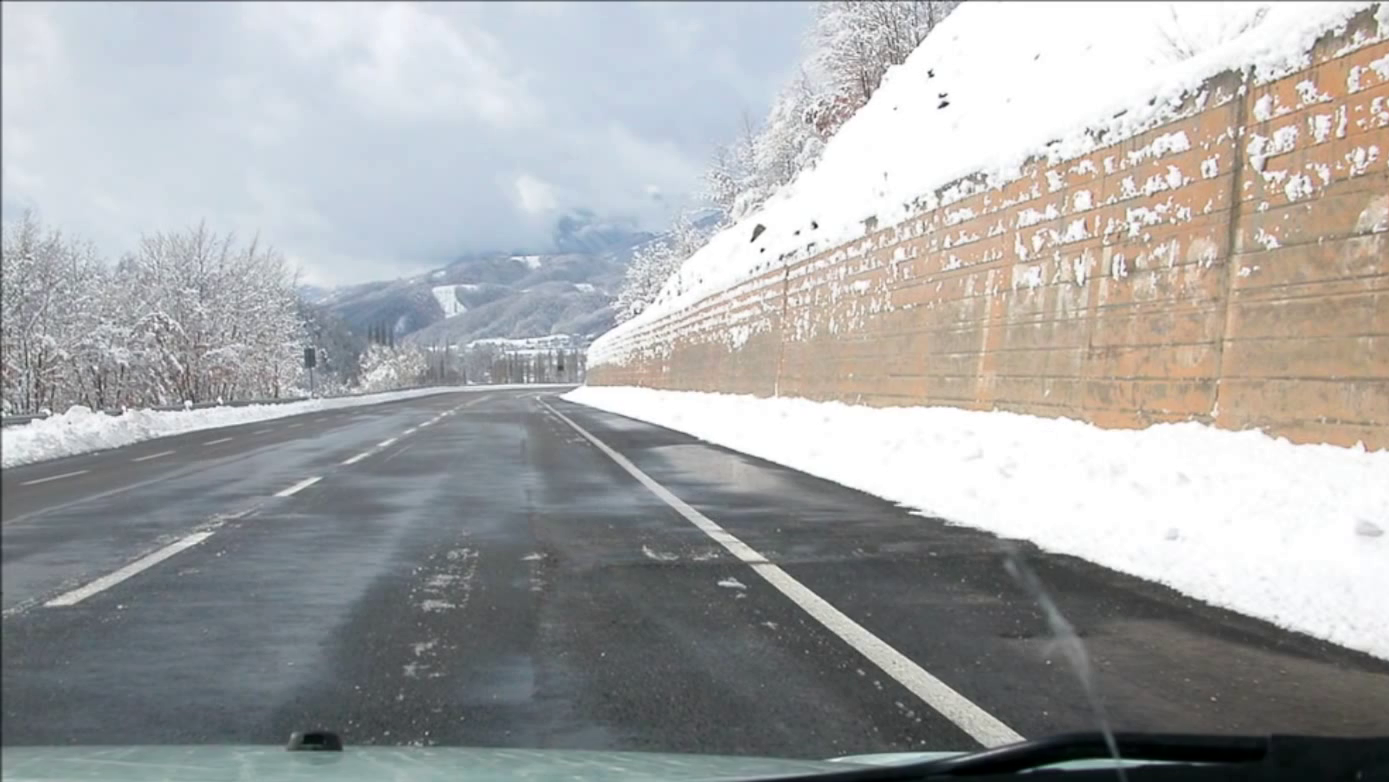
Un tratto della variante Torrita-Accumoli, nei pressi di Accumoli

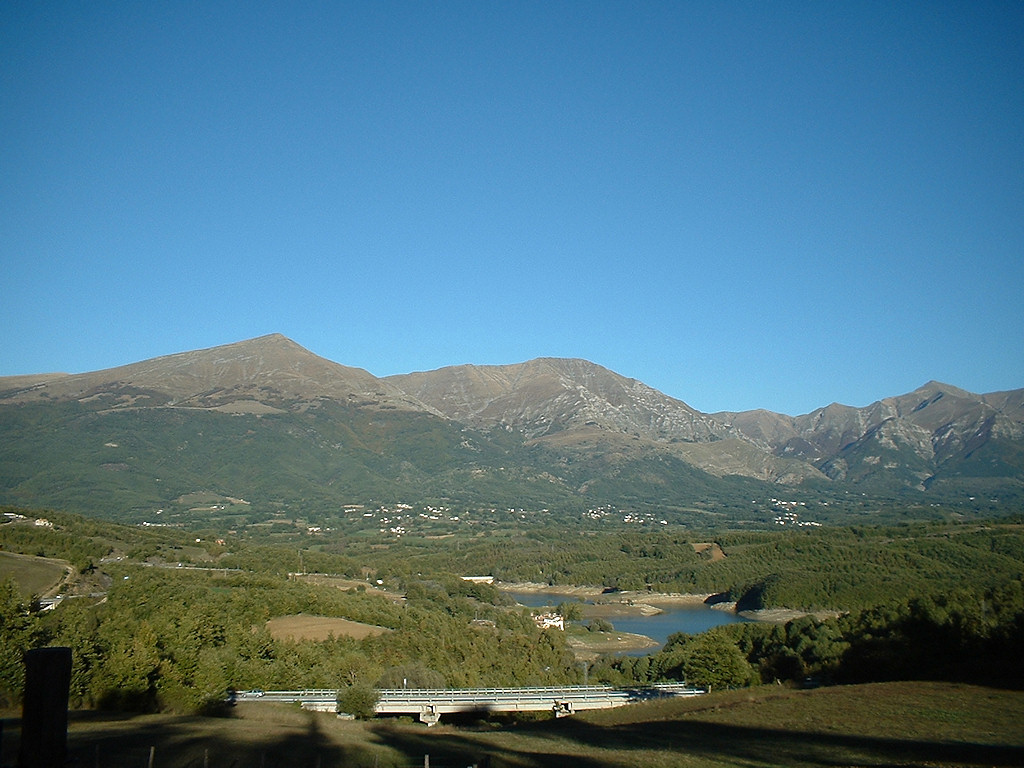
Un viadotto della Salaria nuova nei pressi del lago di Scandarello e di Amatrice

Nel tratto Accumoli - Torrita (lungo 12,8 km) il progetto esecutivo fu approvato dalla Cassa del Mezzogiorno il 26 gennaio 1968 per un importo di 2,75 miliardi. La realizzazione andò incontro a numerosi ritardi: i lavori furono appaltati all'impresa Guarini il 20 ottobre 1968, ma si interruppero dopo aver eseguito un importo di 88 milioni a causa delle difficoltà economiche dell'impresa, che chiese e ottenne la risoluzione del contratto. Il 15 marzo 1971 i lavori furono affidati alla ditta Costantino Rozzi, ma si resero necessarie delle modifiche al progetto iniziale (approvate nell'aprile 1973) che comportarono un aumento dei costi. I sub-tratti Accumoli-Saletta e Amatrice-Torrita (9,1 km) furono aperti al traffico nel 1975. Il sub-tratto Amatrice-Saletta invece fu più problematico: nell'inverno del 1974-75 la strada in costruzione fu travolta da estesi movimenti franosi, che resero necessarie nuove modifiche al progetto iniziale. Il costo finale del tratto Accumoli-Torrita fu di 6,5 miliardi di lire.

##### Lotto Sigillo - Torrita (1970 - 1996)

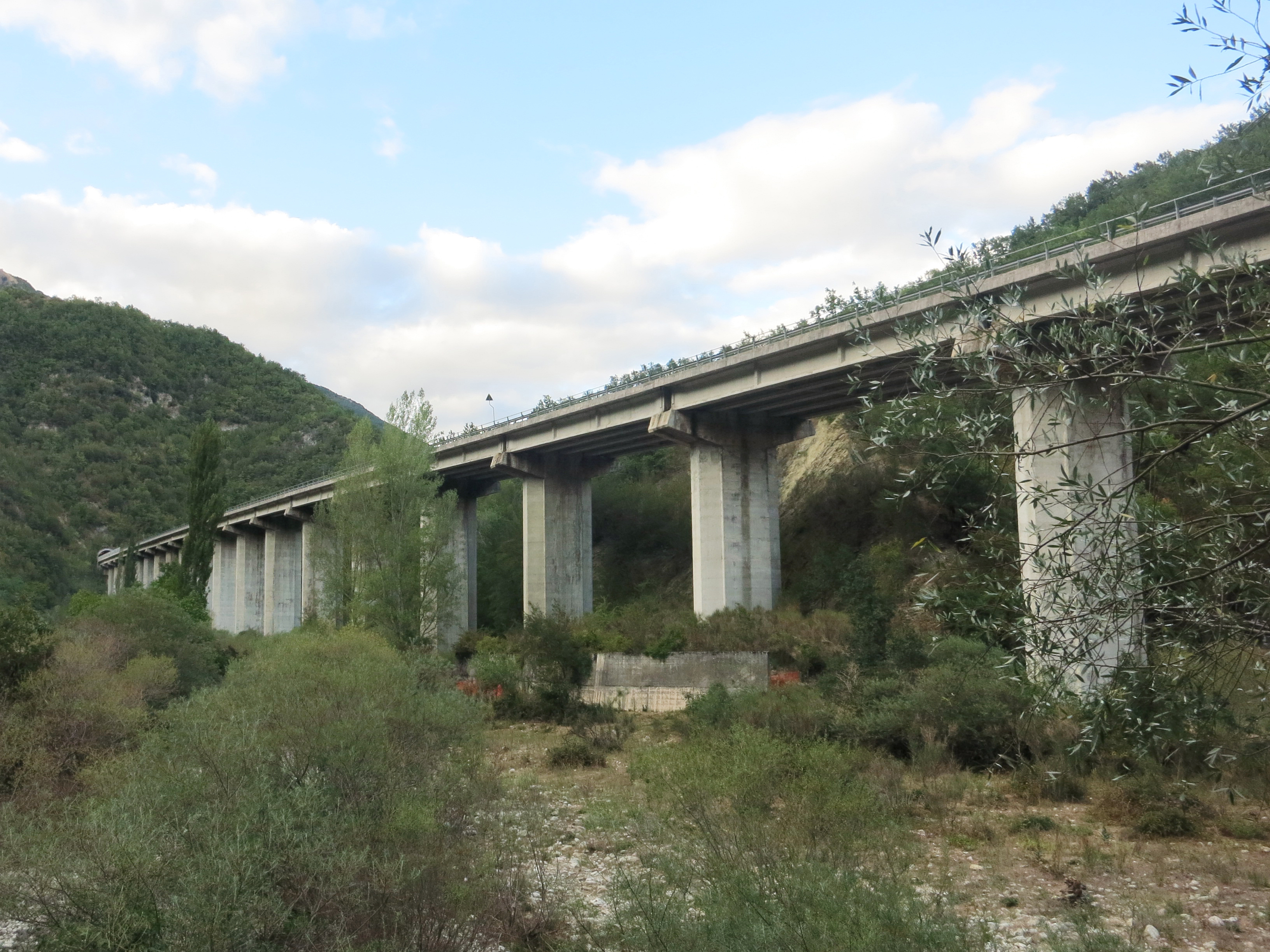
Il viadotto Velino (1120 metri), sulla Salaria nuova nei pressi di Sigillo

Per il lotto Sigillo - Torrita (20 km) il progetto di massima fu redatto dall'Anas e approvato il 24 aprile 1970 dalla Cassa del Mezzogiorno. La realizzazione del progetto esecutivo subì ritardi per via del rinvenimento, durante gli scavi, di reperti archeologici di epoca romana presso Torrita; per ordine della soprintendenza il progetto fu rivisto e venne approvato nel 1974.
La realizzazione del lotto fu divisa in due parti: il tratto Sigillo-Posta sud e il tratto Posta nord-Torrita, mentre per l'attraversamento di Posta fu ritenuta sufficiente la variante realizzata nel 1954, sebbene presentasse incroci a raso.
Stralcio Sigillo - Posta (anni '70 - 1986)
Il tratto Sigillo-Posta (5,5 km) fu appaltato all'inizio degli anni Settanta, ma i cantieri partirono con diversi anni di ritardo (solo dopo il 1978). La conclusione dei lavori era prevista per il 1981, ma fu ritardata da infiltrazioni d'acqua nelle gallerie e dalla necessità di rinforzare i piloni dei viadotti. Nel 1985 il lotto era sostanzialmente ultimato, e fu inaugurato e aperto al traffico nel luglio 1986. Nei mesi successivi furono necessarie chiusure della variante per installare l'illuminazione nelle gallerie e altri ritocchi. Il costo totale fu di quasi 25 miliardi di lire.
Stralcio Posta - Torrita (anni '70 - 1996)

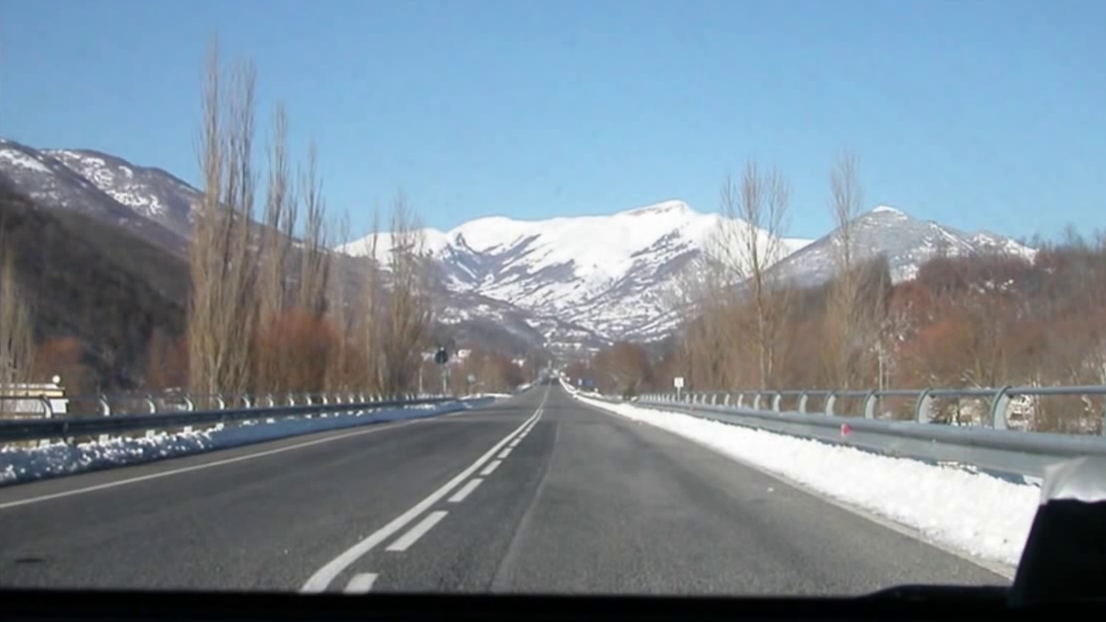
La Salaria "nuova" nella piana di Bacugno

Il tratto Posta-Torrita (15 km) fu appaltato all'inizio degli anni Settanta all'impresa Baldesi. La fine dei lavori era prevista inizialmente per il 1977 ma andò incontro a pesanti ritardi perché il progetto si rivelò sbagliato: infatti, a lavori già iniziati, ci si rese conto che sul tracciato previsto si trovava l'antica chiesa romanica di Santa Rufina. La vicenda provocò un notevole ritardo ai lavori del lotto, che nel 1982 era ormai completo ad eccezione del tratto di 100 metri in corrispondenza della chiesa. Come soluzione provvisoria fu realizzato un breve bypass che aggirava la chiesa con una stretta curva, soluzione che pochi anni dopo consentì di aprire al traffico il lotto Posta-Torrita, sia pure in via provvisoria. La soluzione definitiva del problema richiese ancora diversi anni: la soprintendenza si oppose alla demolizione della chiesa, così si dovette optare per la realizzazione di una breve galleria artificiale, la cui costruzione iniziò all'inizio degli anni Novanta causando fra l'altro gravi danni alle fondamenta della chiesa; la galleria venne aperta al traffico solo nel 1996, completando definitivamente i lavori sul lotto (con 19 anni di ritardo rispetto alla previsione iniziale) e permettendo di evitare l'angusto bypass, che era stato teatro di numerosi incidenti.
Nel 1984 due avvenimenti rallentarono ulteriormente il già lento ammodernamento dell'arteria: la soppressione della Cassa del Mezzogiorno (che aveva realizzato e finanziato la maggior parte degli interventi, in un'ottica di rilancio economico delle depresse zone attraversate) e l'apertura al traffico, dopo anni di lavori, del traforo del Gran Sasso (che creò un percorso ben più scorrevole e agevole anche d'inverno tra Roma e Teramo, facendo definitivamente perdere alla Salaria il ruolo di direttrice Tirreno-Adriatico).

##### Lotto Ascoli - mare (anni '80)
La variante al tratto finale della Salaria, tra Ascoli Piceno e l'innesto con l'autostrada Adriatica a Porto d'Ascoli, inizialmente doveva essere realizzata come strada a scorrimento veloce e mantenere il nome e la classificazione di "SS4 Salaria". I primi progetti in merito furono realizzati dall'amministrazione provinciale di Ascoli negli anni Sessanta; il progetto definitivo, completato dalla Cassa del Mezzogiorno prima del 1971, prevedeva una spesa di 8,65 miliardi.
Successivamente, invece, si scelse di dargli la qualifica di raccordo autostradale e quindi di realizzarlo come superstrada a doppia carreggiata; perciò la variante prese il nome di raccordo autostradale 11 o di "raccordo Ascoli-Mare". I lavori furono eseguiti e completati nel corso degli anni Ottanta. Contestualmente, il tratto Ascoli-Porto d'Ascoli della Salaria fu declassato a strada provinciale e prese il nome di SP 235.

##### Lotto Acquasanta - Ascoli (anni '80 - '90)
Stralcio Acquasanta - bivio SS78
Il lotto da Acquasanta al bivio con la SS 78 presso Mozzano (11 km) venne realizzato prima del 1988.
Stralcio Piccioni - Ascoli o "tangenziale sud di Ascoli"
Il lotto dall'albero del Piccioni presso Mozzano (km 199) ad Ascoli Piceno (innesto con il RA11 Ascoli-Mare), lungo 4,2 km, permise di evitare l'attraversamento della circonvallazione nord e di collegare la Salaria al RA11 direttamente e senza soluzioni di continuità, realizzando una specie di "tangenziale sud di Ascoli". I lavori iniziarono prima del 1988 e terminarono entro il 1994.
Stralcio bivio SS78 - Piccioni (1989 - 1992)
Per il lotto dal bivio con la SS78 all'albero del Piccioni (3,4 km, 195+600 - 199) il progetto fu redatto dalla Cassa del Mezzogiorno, approvato dall'Anas il 20 luglio 1989 e appaltato poco dopo; il costo fu pari a 30,1 miliardi di lire. Durante l'esecuzione dei lavori, fu necessario apportare una variante al progetto (redatta nell'ottobre 1991 e approvata dal ministero nel gennaio 1992). I lavori erano sostanzialmente ultimati al 31 dicembre 1992, e furono aperti al traffico poco dopo.

##### Lotto Rieti - Sigillo (anni '80 - in corso)
Stralcio Gole del Velino - Sigillo (1990 - 1994)

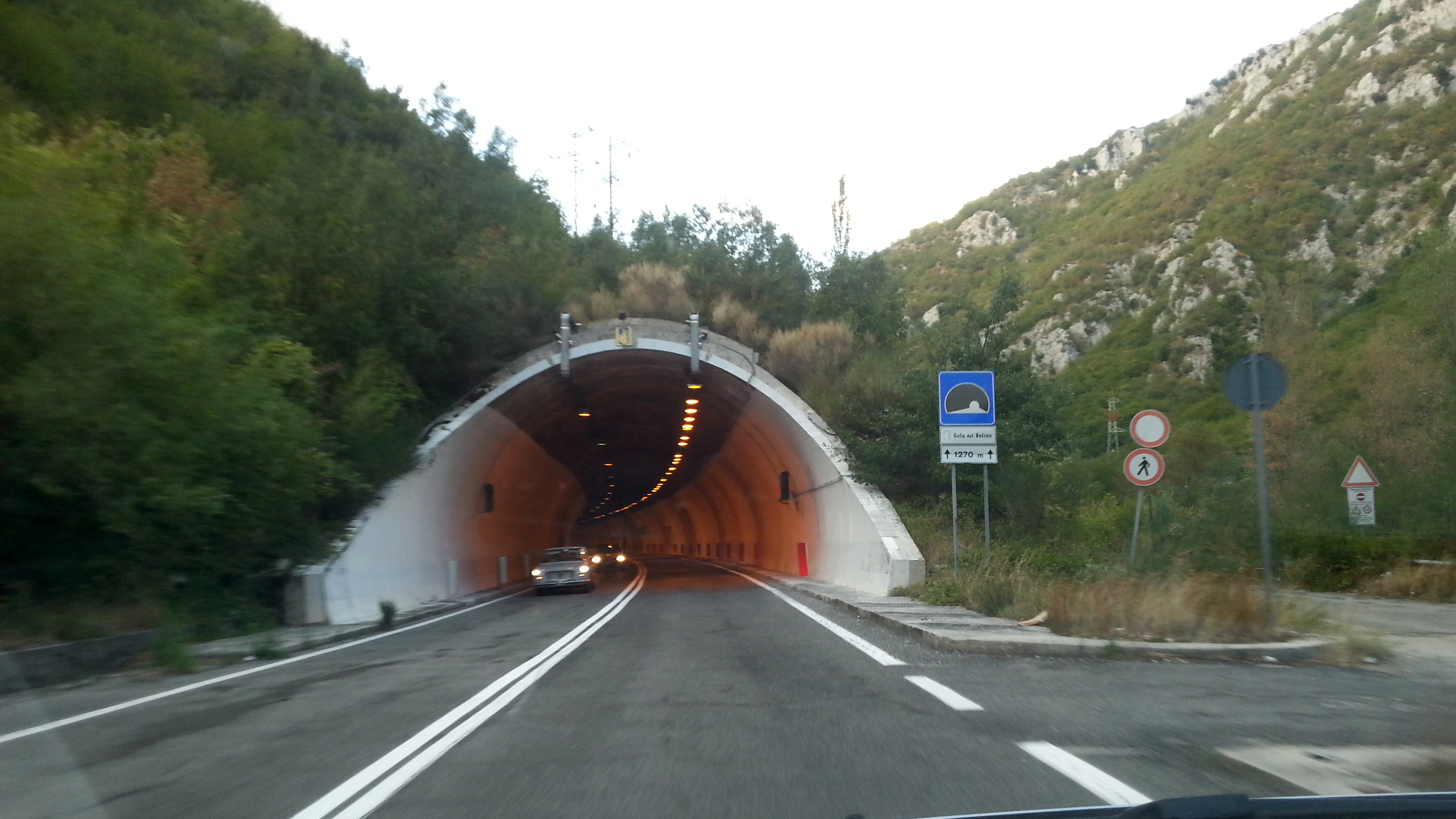
La galleria Gole del Velino. Sulla destra, il tratto della Salaria vecchia dismesso dopo l'apertura della superstrada.

A causa del considerevole rischio di caduta massi nel tratto a sud della variante di Sigillo, nel 1990 venne autorizzata la realizzazione di un tratto di variante di 1,5 km in direzione Rieti, costituito dalla galleria "Gole del Velino", facendo uso di deroghe straordinarie del ministero per la protezione civile motivate dal rischio per la pubblica incolumità.
I lavori, dell'importo di 40,9 miliardi di lire, cominciarono nel 1992 e terminarono con l'inaugurazione nel 1994.
Stralcio Micigliano - Gole del Velino (2005 - 2021)
Il lotto che va dal bivio per Micigliano all'imbocco della galleria Gole del Velino (3,7 km) è stato uno dei più travagliati di tutta la storia dell'arteria, e ha sollevato polemiche che hanno avuto eco nazionale. Appaltato nel 2005, la sua realizzazione ha comportato la rinuncia allo standard che prevedeva solo incroci a livelli sfalsati.
Il progetto definitivo per questo tratto, approvato nel maggio del 2005, è stato sin da subito criticato da Italia Nostra, che ne ha denunciato l'invasività vista la presenza di un grosso svincolo a pochi metri dall'Abbazia di San Quirico e Giulitta di Micigliano, a servizio di un comune di soli 140 abitanti. I lavori per questo tratto hanno subito molti ritardi: in seguito a ricorsi e contenziosi il cantiere è stato avviato solo nel marzo 2009 ed i lavori furono presto bloccati per problemi economici della ditta appaltatrice Safab. Nel maggio del 2010, quando nei pressi dell'abbazia erano già stati costruiti i piloni dello svincolo, la Soprintendenza per i beni architettonici e paesaggistici del Lazio ordinò la sospensione dei lavori e il ripristino dello stato dei luoghi, ma i cantieri andarono avanti ugualmente fino a quando, nel dicembre 2010, la Prefettura di Roma li bloccò imponendo il rispetto dell'ordinanza.

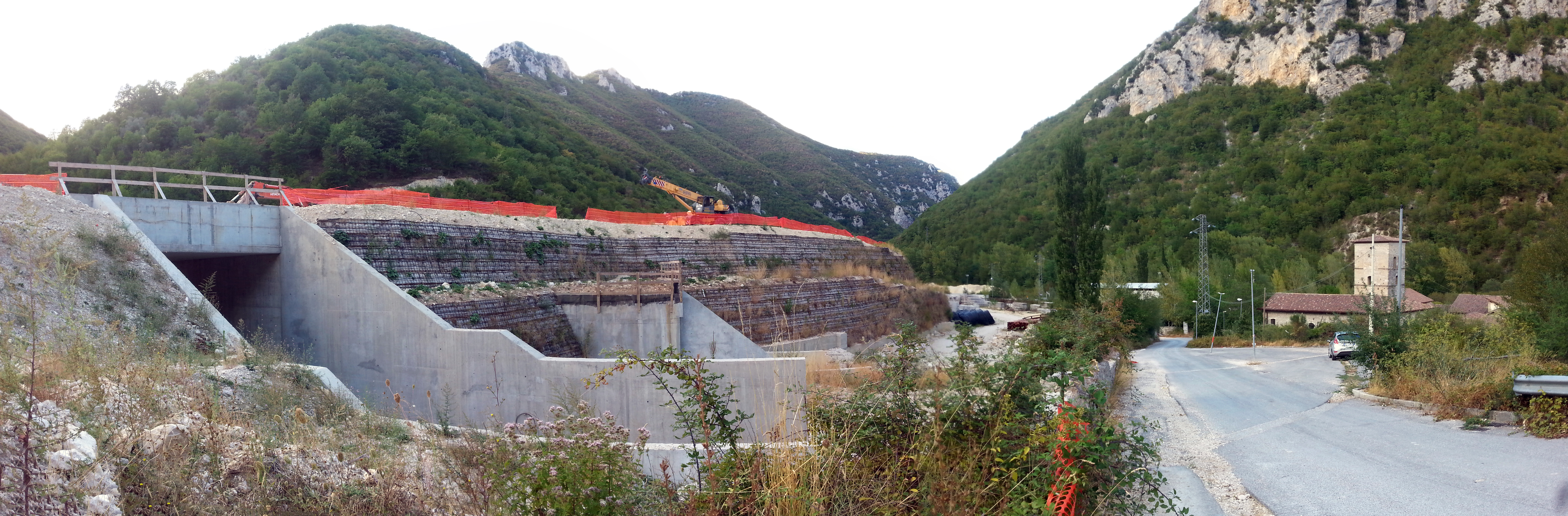
Il cantiere di Micigliano fotografato nel 2017. A sinistra, il rilevato che sostiene la rotatoria voluta dai movimenti ambientalisti per ricoprire i piloni; a destra l'abbazia di San Quirico.

La Safab intentò un ricorso al TAR del Lazio, che però fu respinto nel marzo 2011. Quello stesso anno inoltre la Safab fu raggiunta da un'interdittiva antimafia: conseguentemente, l'Anas applicò la risoluzione del contratto di appalto, bloccando i lavori per circa un anno. A causa dei vincoli imposti dalla soprintendenza, nel 2013 l'Anas fu costretta a rivedere il progetto, sostituendo lo svincolo a piani sfalsati con una rotatoria che andrà a trovarsi in piena superstrada e impedirà di considerare la Salaria un'arteria a scorrimento veloce. Con l'approvazione del progetto i lavori ripartirono, e nel luglio 2015 venne completato lo scavo del principale tunnel compreso nel lotto; tuttavia nel 2016 anche la nuova società appaltatrice, la Tecnis, entrò in gravi difficoltà economiche (a causa del coinvolgimento nello scandalo "Dama nera" e in sospette collusioni con la mafia), provocando dapprima ulteriori ritardi per il mancato pagamento degli stipendi, infine il completo fermo del cantiere, che risultava completo per il 78,8%. Il riavvio dei lavori venne sollecitato alla Tecnis prima dall'Anas, che ne aveva promesso il completamento per l'estate del 2017, e dopo il terremoto di Amatrice anche dal ministro Graziano Delrio, che ne aveva promesso il completamento entro settembre 2018; tuttavia nessuna delle promesse è stata rispettata. Solo nell'agosto 2018 l'impresa Aleandri è subentrata alla Tecnis, consentendo il riavvio del cantiere, con fine dei lavori prevista per febbraio 2019. Tuttavia anche dopo il subentro i lavori sono proceduti a rilento e la loro conclusione è stata posticipata più volte finché a metà 2019, quando ormai il cantiere era completo per il 98,8%, i lavori si sono nuovamente fermati per questioni burocratiche.. I lavori sono stati completati nella primavera del 2021.
Stralcio Cittaducale - Micigliano (futuro)

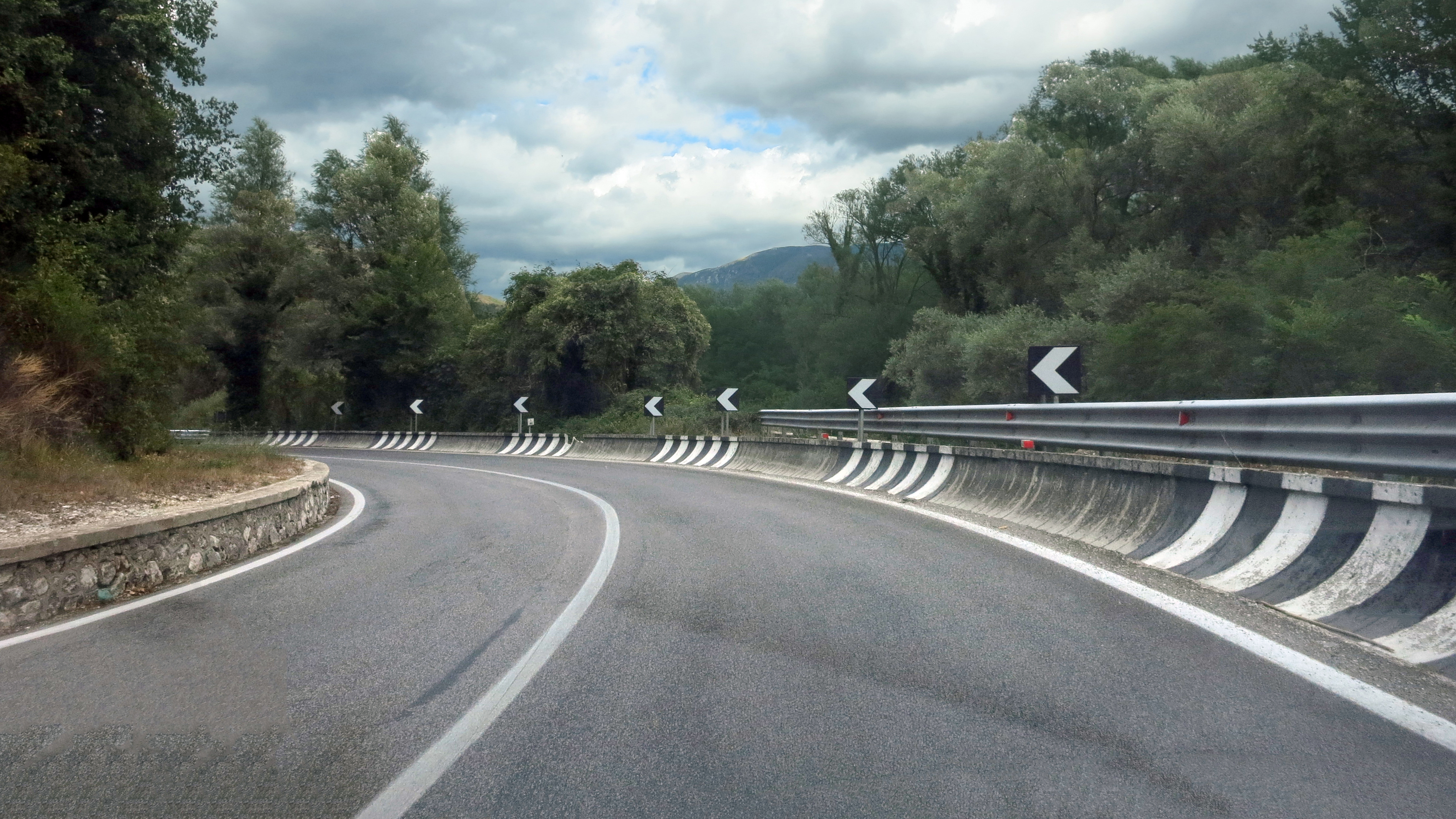
Una delle strette curve nel tratto ancora da ammodernare Cittaducale - Micigliano

La realizzazione di una variante nel tratto di 15 km da Cittaducale a Micigliano è prevista dagli anni Sessanta ma non è ancora avvenuta.
Nel 2001 il governo Berlusconi inserì nella legge finanziaria un finanziamento di 72 milioni di euro per realizzare il lotto, e nel 2003 l'Anas realizzò il progetto preliminare (che prevedeva di bypassare Antrodoco con una galleria di 2,1 km); successivamente però lo stanziamento venne revocato e i lavori non poterono essere avviati.
Al 2017, nel piano elaborato dopo il terremoto di Amatrice, la variante di Antrodoco compare tra gli "interventi in fase di studio" con un costo previsto di 400 milioni che non risultano ancora finanziati; invece nulla è previsto per il tratto Cittaducale-Antrodoco.

##### Tratto Trisungo - Acquasanta (anni '80 - in corso)
Il progetto del tratto tra Trisungo d'Arquata (km 151) e Acquasanta Terme (km 159) fu realizzato negli anni Ottanta dalla comunità montana del Tronto, ed era suddiviso in due lotti in corrispondenza di Favalanciata (km 155+400).
1º lotto 1º stralcio, Valgarizia - Favalanciata (anni '80 - '90)
A causa di continui problemi di caduta massi sul vecchio percorso, alla fine degli anni Ottanta la comunità montana chiese e ottenne dall'Anas l'immediata realizzazione di uno stralcio del primo lotto, costituito dalla galleria Valgarizia (km 153+780 - 155+400). I lavori furono avviati dopo il 1988 e conclusi prima del 1994.
1º lotto 2º stralcio, Trisungo - Valgarizia (2017 - in corso)
Nella restante parte del primo lotto, da Trisungo d'Arquata (km 151) all'imbocco ovest della galleria Valgarizia (km 153+780), il progetto della comunità montana venne ritenuto ambientalmente incompatibile dalla regione Marche. L'ente montano si occupò di rielaborare il progetto, che nel marzo 1996 ottenne l'autorizzazione di compatibilità ambientale, e venne integrato dall'Anas per recepire le prescrizioni. Era previsto un tracciato interamente in variante, con due viadotti e tre gallerie, che si snodava su entrambe le sponde del Tronto. Tuttavia le indagini geologiche identificarono una paleofrana che portò a scartare il progetto, e a ideare un nuovo tracciato che rimanesse sulla sponda sinistra.
Il nuovo progetto preliminare fu completato dall'Anas nel 2007 e quello definitivo nel 2009; prevedeva un percorso quasi completamente in galleria con un costo pari a 90 milioni di euro. L'intervento era stato finanziato e doveva essere appaltato nel 2009, tuttavia i fondi vennero dirottati a favore del terremoto dell'Aquila e l'iter si fermò. In seguito al terremoto del 2016, che ha evidenziato l'urgenza di migliorare l'accessibilità della zona, l'intervento è stato finanziato e appaltato alla Carena Costruzioni di Genova; i lavori sono stati avviati nel febbraio del 2017 con completamento previsto per il 2020. Ma il 30 luglio 2019, quando l'esecuzione dei lavori era giunta al 38,5%, l'impresa esecutrice ha abbandonato il cantiere e nel mese di settembre ha dichiarato fallimento. Nel 2021, in seguito alla nomina di un commissario governativo per velocizzare i lavori sulla Salaria, l'appalto è stato affidato alla S.A.L.C. SpA e a luglio il cantiere è stato consegnato alla nuova impresa, consentendo il riavvio dei lavori dopo due anni di interruzione con conclusione prevista per luglio 2023.
2º lotto Favalanciata - Acquasanta (futuro)

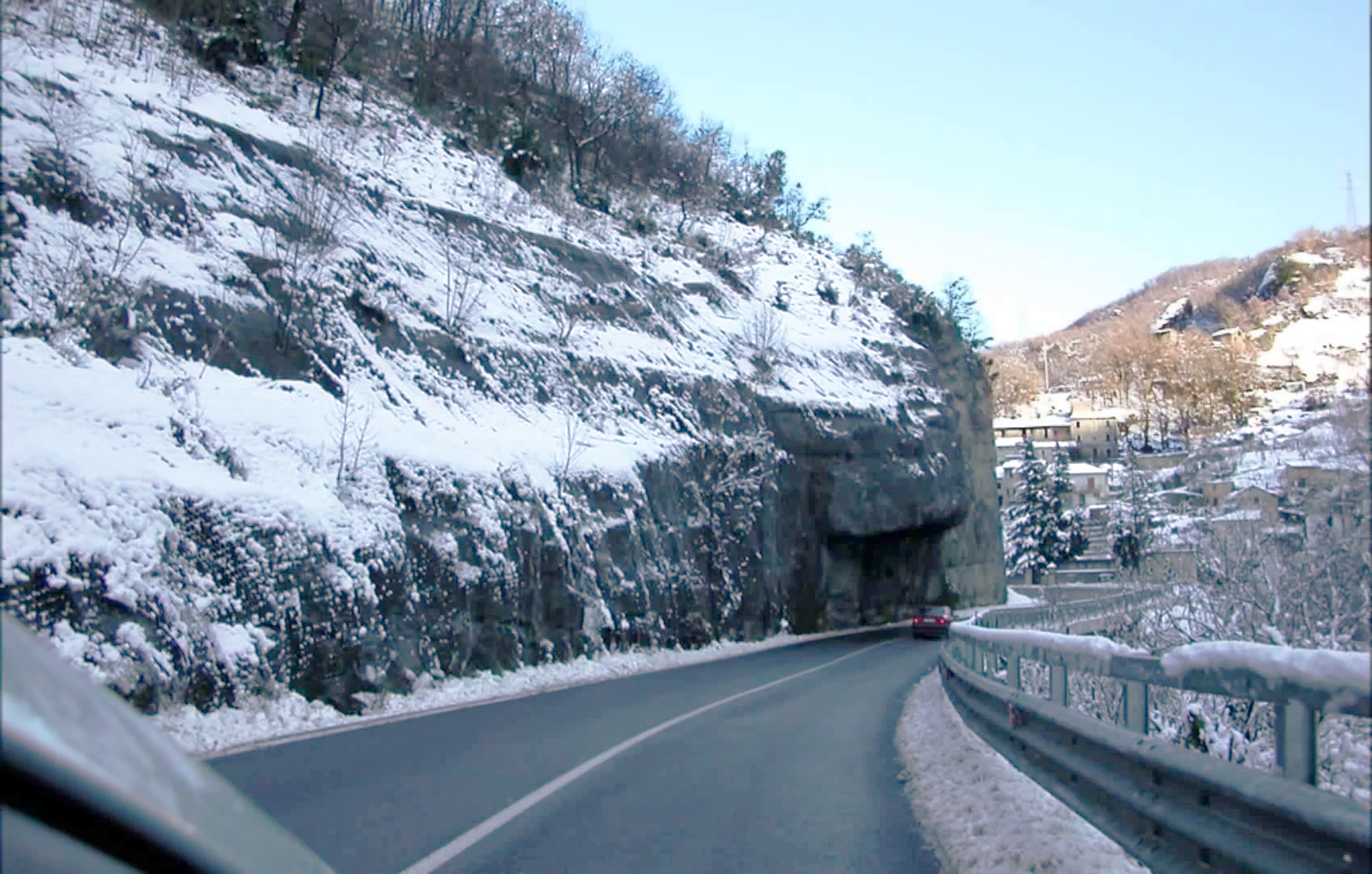
Il tratto ancora da ammodernare presso Quintodecimo (tra Favalanciata e Acquasanta), dove la Salaria segue le gole del fiume Tronto con la roccia a picco sulla strada

La progettazione del lotto di 7,5 km da Favalanciata (km 155+400) ad Acquasanta Terme (km 159) fu affidata nel 1998 alla provincia di Ascoli Piceno in base a una convenzione stipulata con l'Anas. La progettazione fu affidata alla SPEA nel settembre 2003 e il progetto definitivo fu completato nel dicembre 2005; prevedeva una variante di 3,6 km dal costo di 207 milioni di euro, senza svincoli intermedi. Nel 2006 il progetto fu sottoposto a valutazione di impatto ambientale da parte della regione Marche, ottenendo parere favorevole. L'intervento però non venne finanziato e l'iter realizzativo si fermò. Nel 2017, in seguito all'esigenza di migliorare l'accessibilità della zona evidenziata dal terremoto del 2016, l'iter è stato riavviato; tuttavia il progetto del 2003 è stato considerato inadatto (prevedeva una grossa galleria che avrebbe richiesto lunghi tempi di scavo e avrebbe isolato eccessivamente i centri abitati intermedi), pertanto è stato sostituito con un nuovo tracciato dal costo simile (211 milioni) ma più lungo (5,7 km), che si compone di due stralci funzionali, e prevede uno svincolo intermedio posto tra Quintodecimo e Acquasanta. L'intervento, tuttavia, non è stato ancora finanziato.

### Il raddoppio tra Rieti e Roma

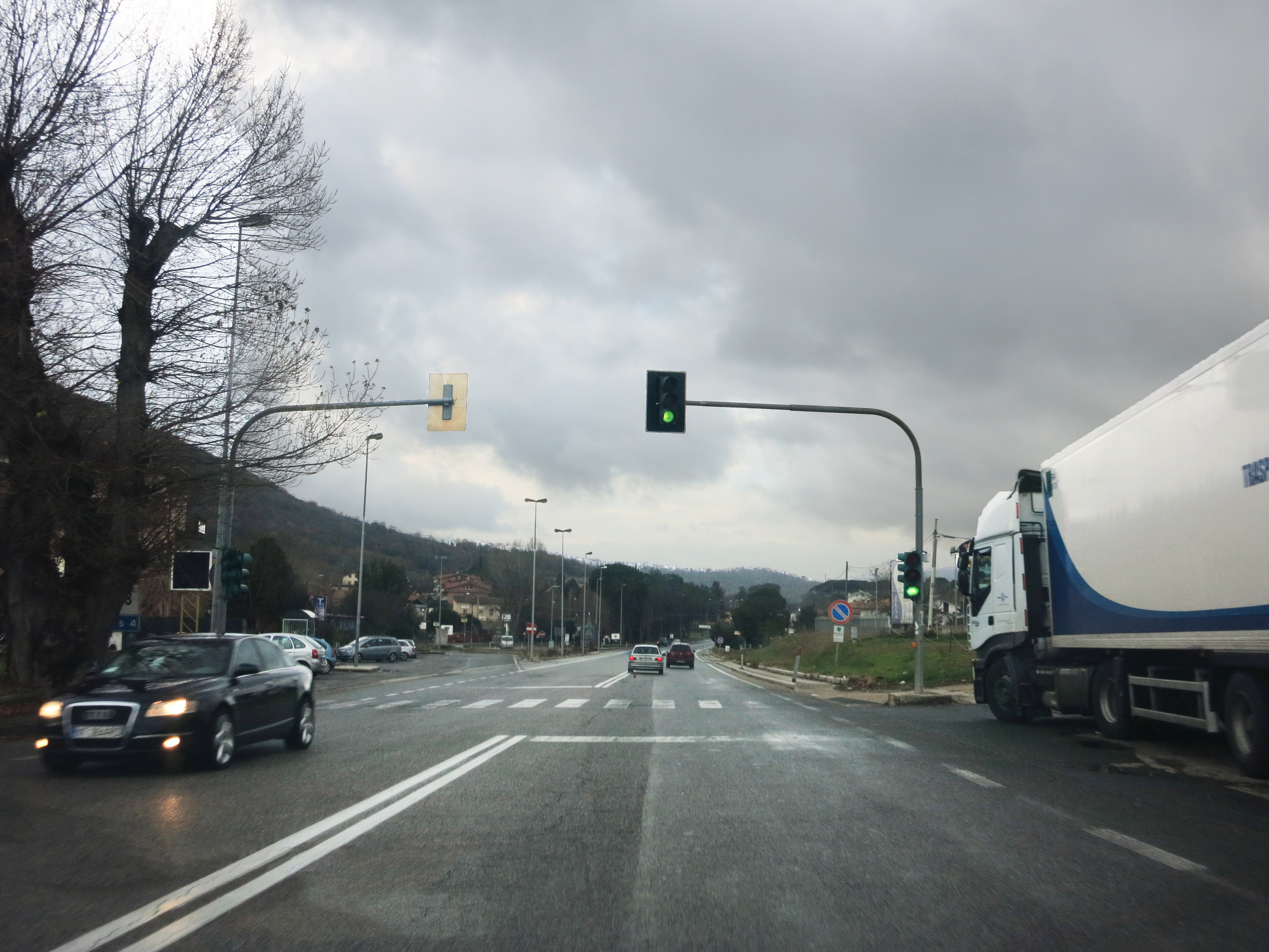
Un esempio del degrado della superstrada costruita negli anni sessanta: l'attraversamento di Osteria Nuova, con semaforo pedonale e accessi a raso

Nonostante il tratto Rieti-Passo Corese fosse già stato ricostruito come superstrada negli anni Sessanta, col tempo la variante è andata incontro a un notevole degrado della qualità.
A danneggiarla fu innanzitutto la decisione di abolire il tipo stradale con cui fu progettata (unica carreggiata a tre corsie): questa decisione comportò la perdita della sua caratteristica di superstrada, con la rimozione della corsia centrale di sorpasso e la trasformazione in semplice strada ad una corsia per senso di marcia. Dalla possibilità di sorpassare lungo tutto il percorso, quindi, si passò alla presenza di numerosi tratti con divieto di sorpasso, in corrispondenza di dossi e curve.
La minore possibilità di sorpasso è particolarmente penalizzante per l'alto numero di mezzi pesanti e per l'andamento altimetrico della strada, che sviluppandosi in territorio collinare e non ricorrendo a gallerie raggiunge pendenze massime dell'8%.
La strada è stata penalizzata anche da fattori esterni quali l'apertura di accessi su proprietà private, lo sviluppo di centri urbani limitrofi alla Salaria (in particolare Osteria Nuova, che si estende ormai su entrambi i lati della statale), fattori che hanno portato ad una forte interferenza del traffico locale con quello a lunga percorrenza e addirittura all'istituzione di semafori e attraversamenti pedonali lungo l'ormai ex superstrada.
Inoltre in diversi tratti è stata registrata un'alta incidentalità (vi si trovano ben due dei cento "punti neri" della rete stradale italiana), dovuta anche alla persistenza di curve con raggio pari ad appena 200 metri, cosa che ha portato ad un notevole abbassamento dei limiti di velocità rispetto a quelli iniziali e all'installazione di autovelox.
Per tutte queste ragioni, negli anni Ottanta nacque la necessità di riportare il tratto da Rieti a Passo Corese (circa 35 km) al livello "perduto" di superstrada, adeguandolo al nuovo standard CNR tipo III utilizzato nelle superstrade di nuova concezione (che prevedeva due carreggiate separate da spartitraffico e nessuna intersezione a raso, similmente all'attuale strada extraurbana principale o categoria B). Tale intervento avrebbe completato il collegamento superstradale tra Rieti e Roma, che già esisteva nel tratto Roma-Passo Corese (dato che tra Passo Corese e Fiano Romano la Diramazione Salaria era già a quattro corsie, tra Fiano Romano e il GRA esiste l'autostrada A1 dir, mentre la penetrazione urbana è garantita dalla stessa Salaria, che è a quattro corsie da Settebagni alla Tangenziale Est).
Il progetto nacque negli anni settanta con il parlamentare Franco Maria Malfatti, il presidente della provincia di Rieti Leonardi ed il sindaco di Rieti Pietro Aloisi; quest'ultimo rimase zoppo proprio in seguito ad un incidente stradale sulla Salaria, tornando da una riunione notturna a Roma in cui si era parlato del raddoppio della strada.
Tuttavia, per tutti gli anni Ottanta e Novanta, l'Anas negò la necessità del raddoppio e sostenne che la strada esistente fosse sufficiente a sostenere i flussi di traffico registrati. Secondo l'ente, l'unico intervento necessario nel tratto Rieti-Passo Corese era la costruzione di corsie di arrampicamento, per consentire il sorpasso dei veicoli pesanti nei tratti di maggiore pendenza; di tale intervento fu realizzato il progetto, ma i lavori non furono mai eseguiti.

#### La variante di Rieti
Sul lato reatino, il primo intervento si è avuto nel 1993, quando venne aperta al traffico la variante a quattro corsie che evita l'attraversamento di Rieti; il tratto è lungo 6,5 km, è costato 22 miliardi di lire, scorre a sud della città e comprende una galleria a doppia canna e quattro svincoli (dall'innesto con la superstrada Rieti-Terni SS 79 bis, ad ovest, fino allo svincolo di Santa Rufina, ad est).

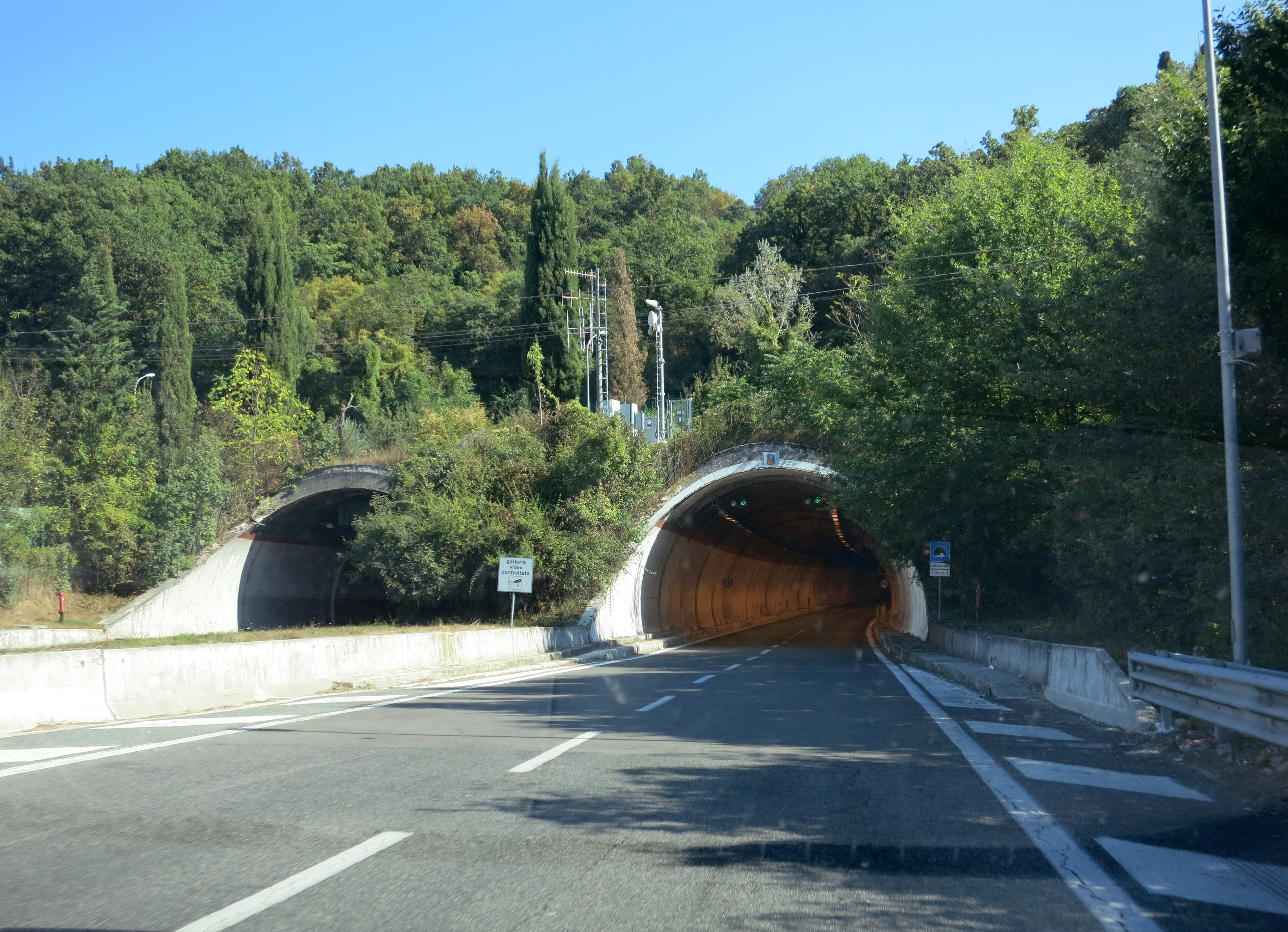
La galleria a doppia canna Colle Giardino (4,5 km) inaugurata nel 2003

Nel luglio 2003 è stata inaugurata la galleria a doppia canna Colle Giardino, lunga ben 4,5 km e costata 71,4 milioni di euro, che si allaccia alla predetta variante di Rieti e termina a San Giovanni Reatino; il suo progetto risale al 1990, e ha permesso di evitare il vecchio tracciato (ora riclassificato come NSA 265) costituito dallo stretto viale alberato che attraversava il paese di Maglianello Basso, che era uno dei cento punti con la maggiore incidentalità dell'intera rete stradale italiana.

#### Il progetto Codacci Pisanelli
Nel 2002 il raddoppio del tratto rimanente Passo Corese-San Giovanni Reatino (36 km) fu inserito nella legge obiettivo, e fu stanziato un finanziamento di 103 milioni di euro sui 650 necessari. Ad annunciare il piano fu lo stesso ministro alle infrastrutture Pietro Lunardi, che lo presentò a Rieti insieme al progetto per la costruzione della ferrovia Rieti-Passo Corese.
In seguito a tale riconoscimento, l'Anas realizzò il progetto preliminare dell'intervento, che venne redatto dall'ingegnere Codacci Pisanelli.
Il progetto che ne risultò aveva un costo stimato di 624,773 milioni di euro e prevedeva un raddoppio quasi tutto in sede, con un tracciato in larga parte coincidente a quello attualmente in esercizio, e poche varianti finalizzate ad adeguarlo alle caratteristiche del tipo B. Il tracciato previsto avrebbe avuto una lunghezza di 33,4 km, di cui 5,3 di gallerie, 6,8 di viadotti, 8,5 di trincea e 12,8 di rilevato.
Il progetto preliminare venne approvato dal consiglio di amministrazione dell'Anas il 15 marzo 2005. Nell'agosto del 2007 venne inviato agli altri enti competenti per essere sottoposto alla valutazione di impatto ambientale e ricevere le autorizzazioni del caso, ma in tale fase la regione Lazio e il Ministero per i beni culturali e ambientali espressero la necessità di apportare profonde modifiche al progetto originario, che quindi dovette essere in gran parte rivisto.

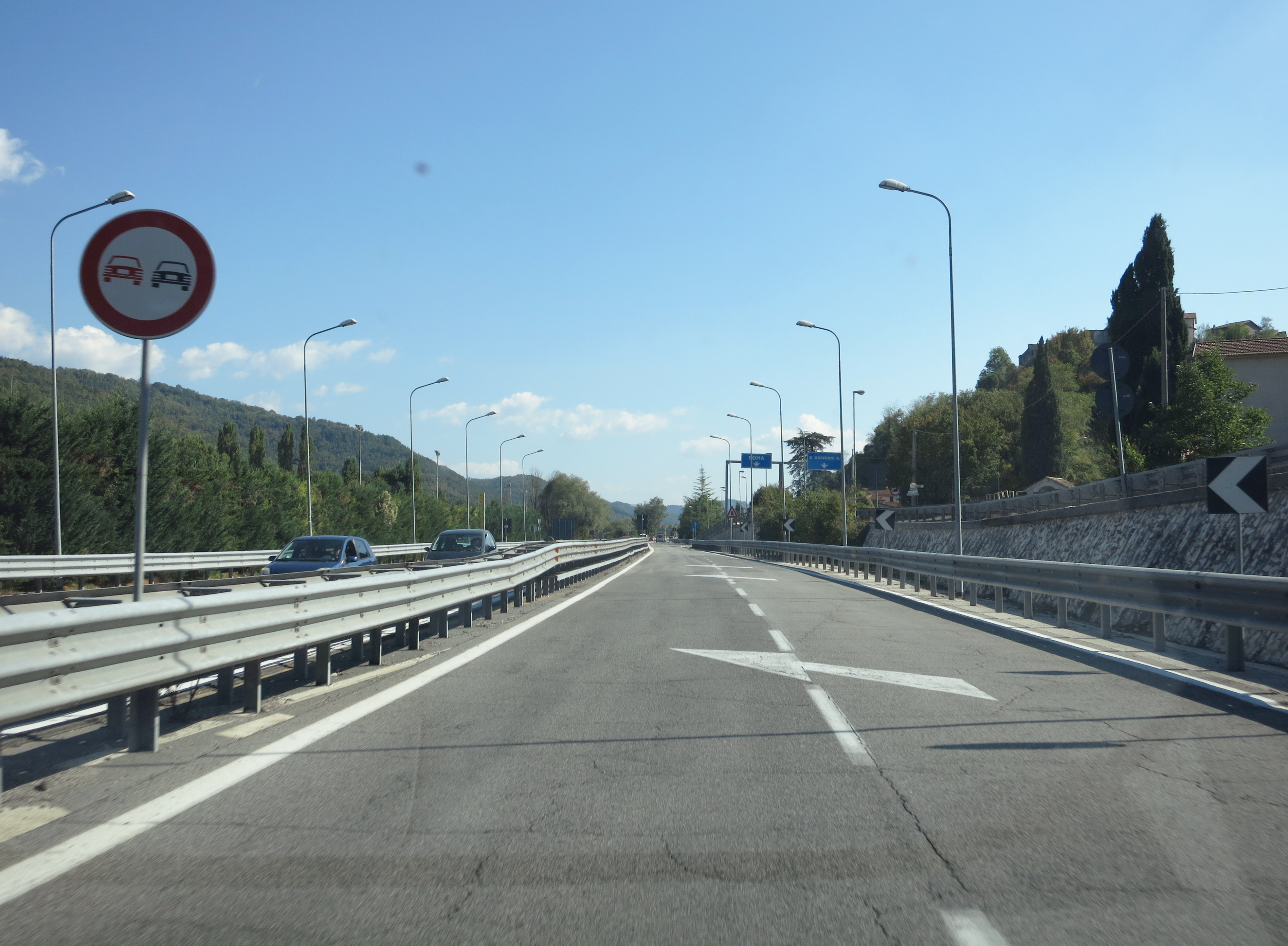
La fine del tratto a due corsie per senso di marcia a San Giovanni Reatino in direzione Roma

La revisione dell'elaborato fu completata nel dicembre del 2008. Questo nuovo progetto prevedeva un raddoppio quasi tutto in variante, con un tracciato che per gran parte della sua lunghezza si scostava da quello in esercizio, e comportava un costo più che doppio, pari a circa 1500 milioni di euro.
Il tracciato previsto avrebbe avuto una lunghezza di 33,4 km, dei quali 15,6 di gallerie tra naturali e artificiali, 2 di viadotti, 9,2 di trincea e 6,5 di rilevato. Il tunnel più lungo avrebbe misurato 2,7 km, il viadotto più lungo 400 metri. La piattaforma sarebbe stata del tipo B e la pendenza massima sarebbe stata del 4,8%. Sul tracciato erano previsti quattro svincoli: Passo Corese al km 0,6; Corese Terra-Borgo Quinzio al km 5,7; Osteria Nuova al km 16; San Giovanni Reatino al km 31.
Tale progetto fu nuovamente sottoposto alle procedure di approvazione e stavolta ottenne tutti i pareri necessari, superando la valutazione d'impatto nel settembre del 2009 con prescrizioni.
L'opera, tuttavia, si bloccò per mancanza di finanziamenti. Nel 2006 la giunta regionale Marrazzo sostenne il completamento del raddoppio, dandogli la priorità rispetto alla realizzazione della ferrovia Rieti-Roma (che venne cancellata dalle priorità infrastrutturali della regione), ma mise a disposizione solo 40 milioni di euro ed auspicò l'intervento da parte del governo.
Al 2016 l'opera risultava ancora in fase di progettazione preliminare, con un costo previsto di 1,5 miliardi di euro e un finanziamento disponibile di soli 60 milioni; il sottointervento della variante di Passo Corese (tra i km 35 e 37) era invece in progettazione definitiva con un costo di 120 milioni.

#### Gli interventi palliativi e il "piano Delrio"
Negli anni successivi, vista l'assenza dei finanziamenti necessari per realizzare il progetto Codacci-Pisanelli, gli enti locali e la regione Lazio hanno chiesto che venissero realizzati almeno degli interventi di messa in sicurezza dei punti più critici del tracciato esistente, in attesa del reperimento dei fondi per il raddoppio completo. Nel 2011 la regione Lazio ha assegnato a tali interventi i 60 milioni che erano stati stanziati nel 2006 per il raddoppio. Gli interventi previsti, tesi ad un miglioramento di medio-breve termine, erano la costruzione di rotatorie in corrispondenza degli incroci a raso più pericolosi, e la costruzione di corsie di arrampicamento in alcuni tratti.
In seguito al terremoto del 2016, che ha evidenziato le carenze delle arterie di accesso alle aree colpite, il ministro Graziano Delrio ha elaborato un piano per il rilancio dell'economia nelle zone terremotate, presentato il 16 ottobre 2017 in una conferenza stampa a Rieti, che prevede 650 milioni di interventi sulla Salaria nonché la costruzione della ferrovia Rieti-Passo Corese. Anche questo piano prevede per il tratto Rieti-Passo Corese interventi palliativi come rotatorie e corsie di arrampicamento.

#### Il commissariamento e la progettazione della nuova 4 corsie
Dopo un grave incidente costato la vita a 4 persone nell'ottobre del 2018 presso il chilometro 60 della Salaria che ebbe un'importante eco mediatica sia locale che nazionale, l'intervento di adeguamento del tratto più pericoloso tra Ornaro e Ponte Buita si faceva sempre più pressante. Nel frattempo una polemica politica metteva in risalto il mancato finanziamento da parte della Regione Lazio dei 60 milioni di euro promessi nel 2011 per la Salaria tra Passo Corese e Rieti. Il finanziamento dell'opera è stato quindi garantito tramite 150 milioni del Fondo Infrastrutture 2018 da parte del Ministero delle infrastrutture e dei trasporti e la nuova progettazione prevede l'eliminazione delle corsie di arrampicamento, ritenute comunque pericolose, per realizzare una superstrada a 4 corsie, tramite un raddoppio della sede attuale, che si estende dal chilometro 56 (Ponte Buita) al chilometro 70 (per congiungersi alle gallerie di San Giovanni Reatino, che già prevedono 2 corsie per senso di marcia). Nel 2020 i deputati Gabriele Lorenzoni e Fabio Melilli annunciano inoltre l'emendamento al "Decreto Rilancio" per lo stanziamento dei fondi per la progettazione della 4 corsie anche nella restante parte tra Osteria Nuova e Passo Corese, e l'avvio dei lavori a partire dall'attesa rotatoria di Passo Corese.
In una conferenza stampa del 7 Luglio 2020, illustrando i contenuti del Piano "Italia veloce", il Presidente del Consiglio Giuseppe Conte cita la Salaria "nel tratto laziale e anche marchigiano" tra le opere strategiche del Paese e pochi mesi dopo la statale risulta tra le 59 opere infrastrutturali italiane con importanti ricadute sul tessuto socioeconomico, per le quali è nominato come Commissario straordinario l'Ing. Fulvio Soccodato di Anas.

## Percorso
La Salaria ha inizio a Roma a Piazza Fiume, dove la Porta Salaria (ora demolita) consentiva di proseguire nel centro, superando le mura aureliane.
La strada procede in direzione Nord-Est come strada urbana dando il nome al quartiere Salario, fino allo svincolo di accesso per la Tangenziale Est dove diventa a due corsie per senso di marcia. Allo svincolo per il Grande Raccordo Anulare inizia la numerazione e la tratta di competenza Anas. Subito dopo aver attraversato Settebagni si incontra lo svincolo per l'autostrada A1 Diramazione Nord, dove termina il tratto a quattro corsie, e si esce definitivamente dal territorio comunale di Roma al km 21,6 (bivio per Vallericca), poco prima di attraversare Monterotondo. Prosegue poi attraversando il territorio di Montelibretti, sempre in Provincia di Roma.
Presso Passo Corese la Salaria entra in provincia di Rieti e si ricongiunge con la SS 4 dir, una bretella di collegamento (a due corsie per senso di marcia) con il casello di Fiano Romano dell'A1 Diramazione Nord, che permette a chi viene da Rieti di immettersi nell'Autosole senza dover arrivare a Settebagni. Subito dopo la bretella si trova una rotatoria che regola l'intersezione a raso con la Strada statale 313 di Passo Corese, che conduce all'abitato omonimo e poi prosegue fino Terni. Il tratto dal km 36 al 38, subito dopo Passo Corese, è uno dei cento punti con la maggiore incidentalità dell'intera rete stradale italiana; la pericolosità di tale tratto è stata ridotta tra il 2022 e il 2023 con l'inserimento di un'ulteriore rotatoria a regolare lo svincolo con l'abitato di Borgo Santa Maria, portando tuttavia ad un aumento del grado di congestionamento stradale del tratto. Dopo Passo Corese, la Salaria supera Borgo Santa Maria, Borgo Quinzio e Osteria Nuova, dopodiché prosegue in una valle tra i monti Sabini salendo fino a sfiorare i 600 metri s.l.m. ad Ornaro.
Dopo essere riscesi a 400 metri s.l.m, presso San Giovanni Reatino si imbocca la lunga galleria Colle Giardino (4,5 km) con la quale inizia un tratto a due corsie per senso di marcia, con caratteristiche di superstrada. All'imbocco si stacca il vecchio tracciato della statale (NSA 265 ex SS 4 Variante galleria Colle Giardino), gestito dall'Anas fino a Rieti. Al termine della galleria si trova lo svincolo che permette di immettersi sulla superstrada SS 79 bis Ternana per Terni; proseguendo si incontra lo svincolo per Rieti Centro, la galleria Sant'Antonio (670 metri), lo svincolo Rieti Est con l'imbocco per la superstrada SR 578 Rieti-Torano, lo svincolo Nucleo industriale per la Strada statale 701 del Nucleo Industriale di Rieti e lo svincolo Santa Rufina, con il quale il tratto a due corsie termina.

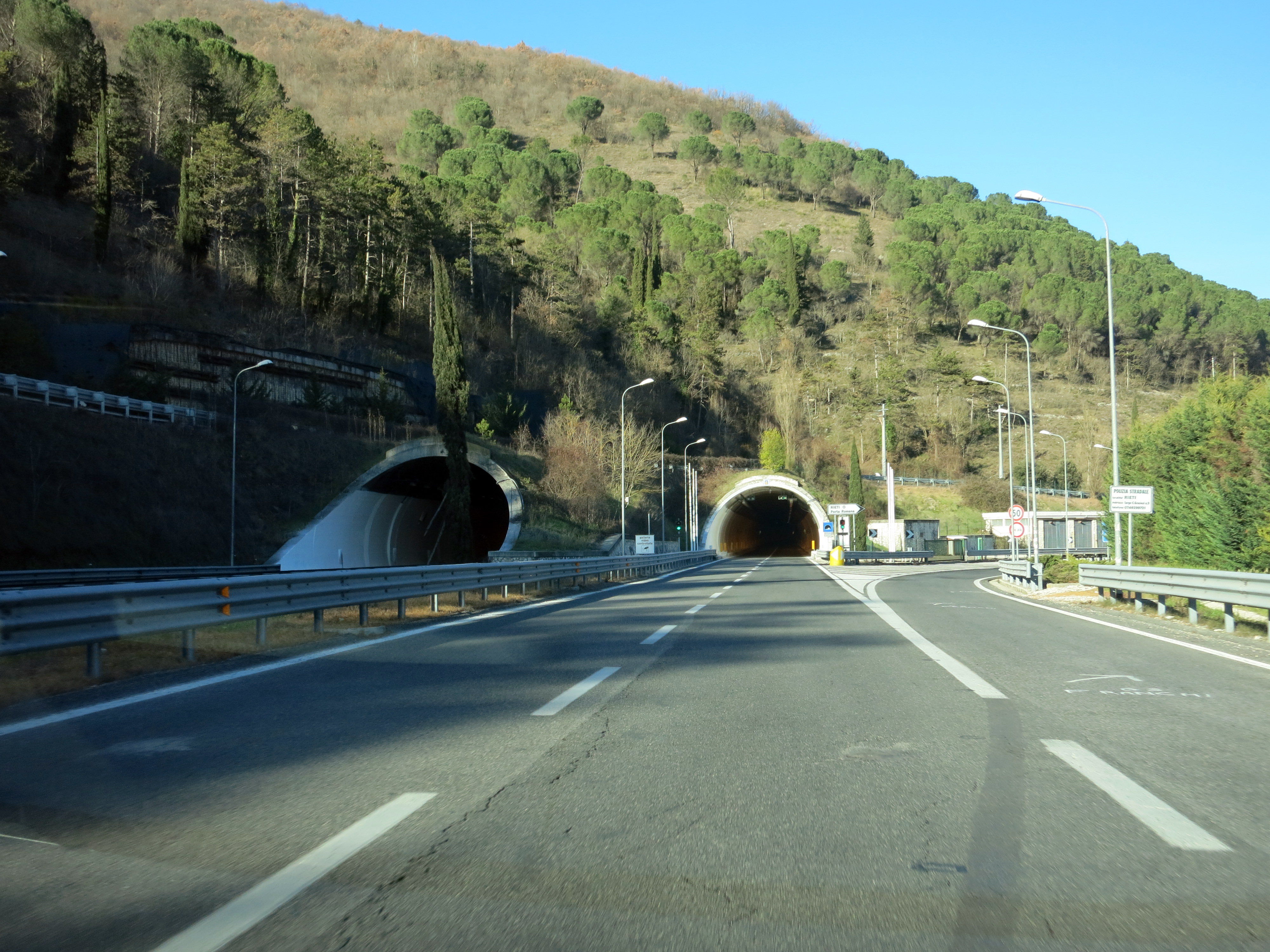
Imbocco della galleria Colle Giardino in direzione Rieti ed uscita per la NSA 265

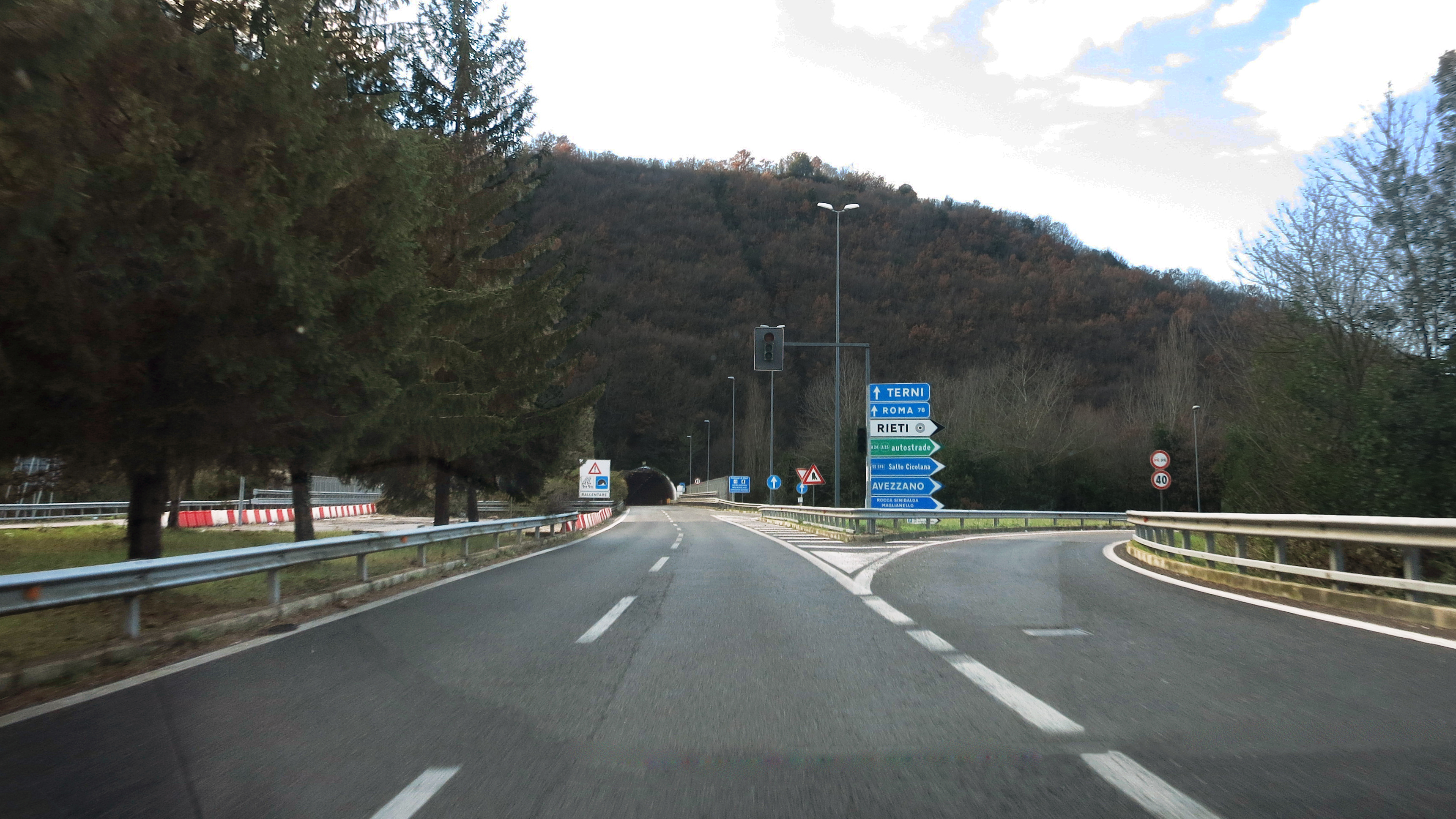
Lo svincolo di Rieti Est

| SS 4 Tratto San Giovanni Reatino - Santa Rufina |      | |
| Tipo                                            | Km   | Nome |
|                                                 | 70,9 | Inizio tratto superstrada Galleria Colle Giardino (4,5 km)                                                    |
|                                                 | 75,4 | Ternana Terni Contigliano Greccio Rieti Ovest                                                                 |
|                                                 | 75,8 | Stazione di rifornimento - Bar (solo in direzione Ascoli)                                                     |
|                                                 | 76,1 | Rieti Centro - Roma (solo in direzione Ascoli Piceno)                                                         |
|                                                 | 76,5 | Interconnessione con vecchio tracciato (NSA 265) (uscita in direzione Roma; entrata solo in direzione Ascoli) |
|                                                 | 76,7 | Galleria Sant'Antonio (670 metri)                                                                             |
|                                                 | 77,6 | Rieti Est Salto-Cicolana Borgorose Lago del Salto Autostrade A24 ed A25 Avezzano                              |
|                                                 | 77,8 | Viadotto Velino (160 metri)                                                                                   |
|                                                 | 78,1 | del Nucleo Industriale Nucleo Industriale di Rieti Ospedale provinciale di Rieti Monte Terminillo             |
|                                                 | 81,9 | Santa Rufina Fine tratto superstrada                                                                          |

La statale raggiunge Cittaducale (il cui attraversamento è evitato da un'apposita variante), attraversa gli abitati di Cotilia e Castel Sant'Angelo, Ponte e Borgo Velino. Presso Antrodoco si stacca dalla consolare la strada statale 17 dell'Appennino Abruzzese ed Appulo-Sannitico per L'Aquila, Sulmona ed Isernia.
A questo punto la strada continua nelle strette Gole del Velino, passando per Posta e superando il Passo della Torrita (1018 metri s.l.m.) che valica al km 126,9, poco prima della spartiacque appenninica Amatrice, fino ad arrivare ad Ascoli Piceno dove si può continuare fino a raggiungere Porto d'Ascoli e il mare Adriatico, o con l'Ascoli - Mare (RA 11) o con il vecchio percorso della Salaria, oggi strada provinciale 235 Via Salaria (SP ex SS 4 o SP 235).

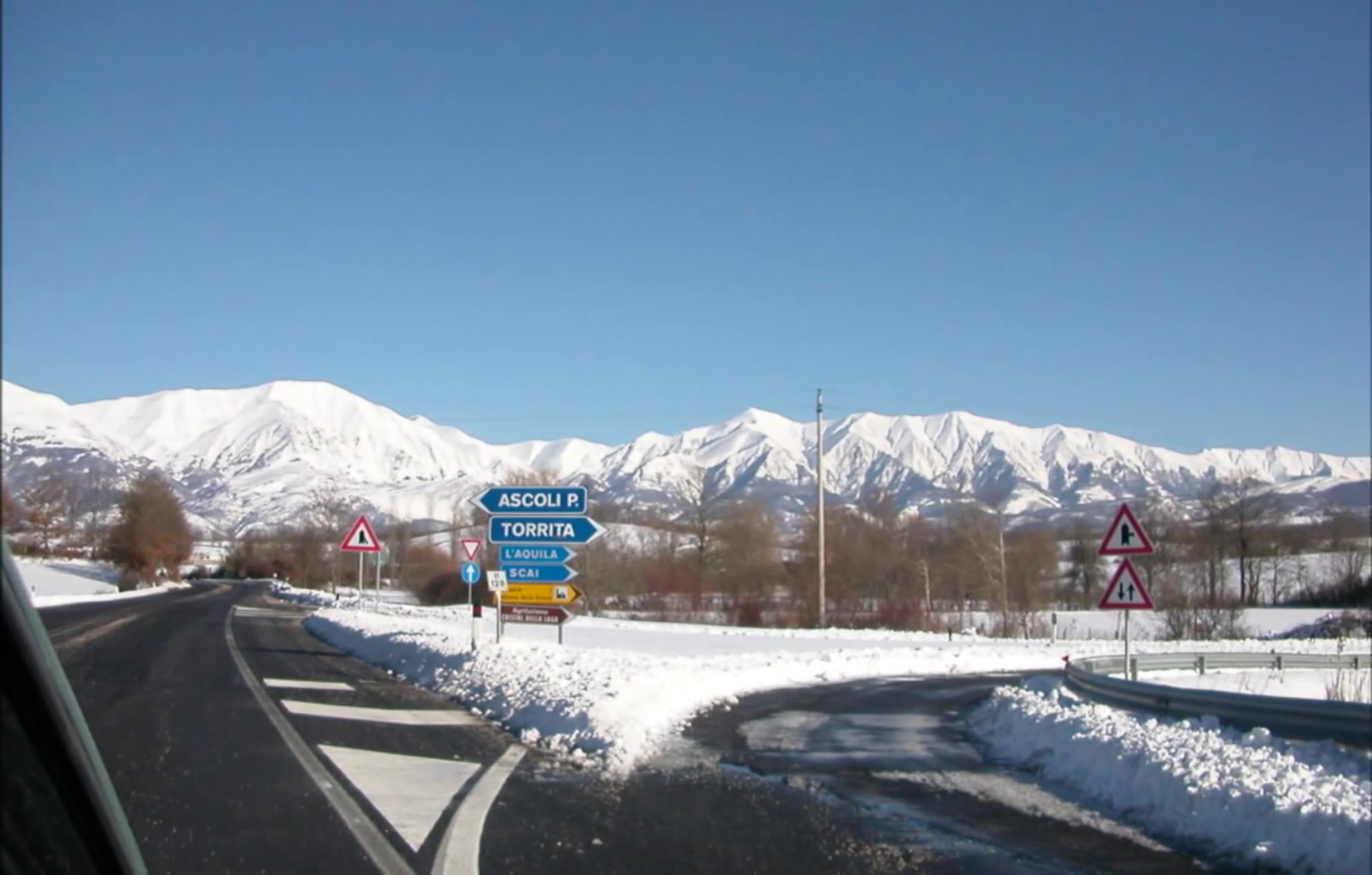
Lo svincolo di Torrita

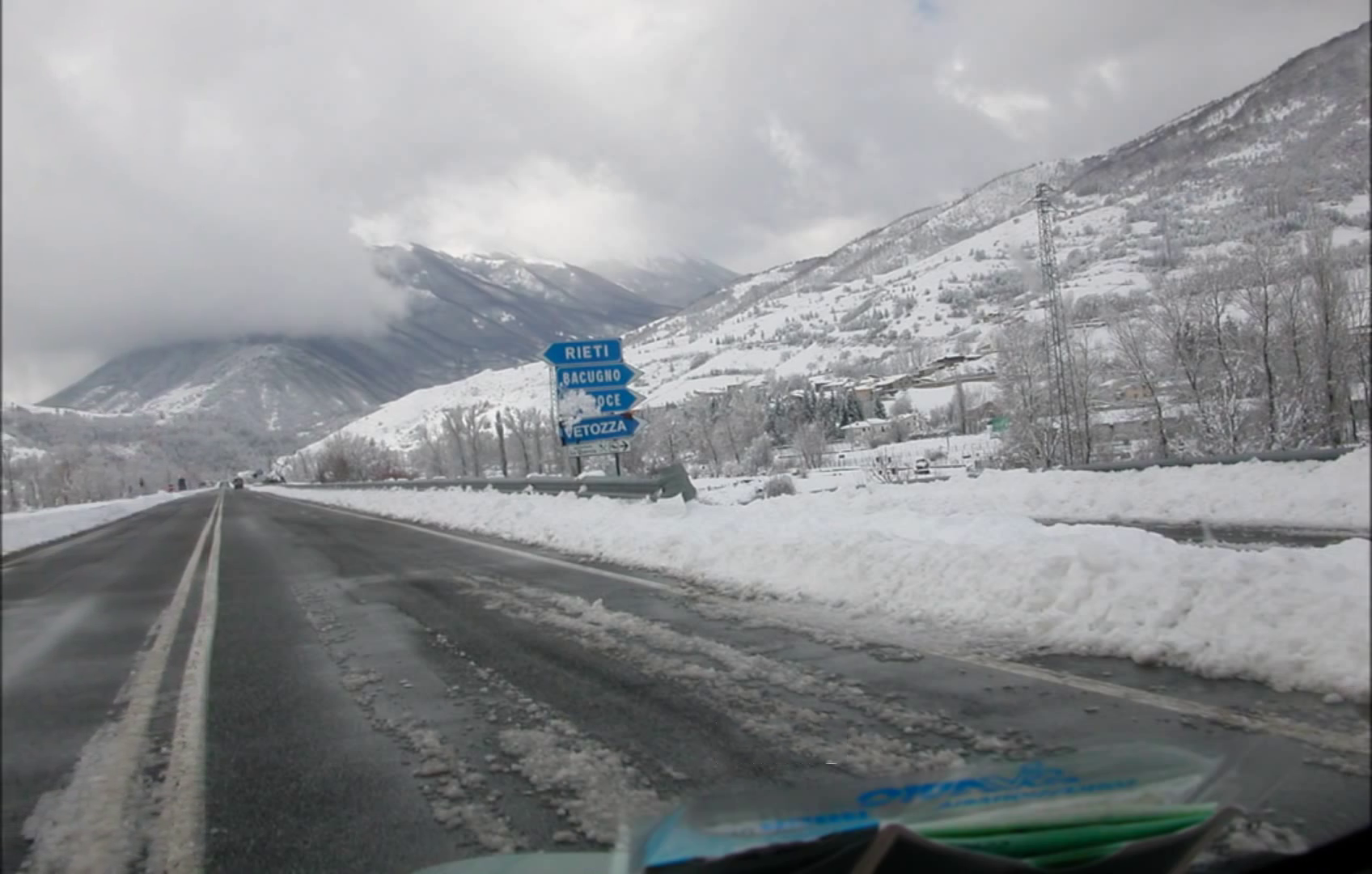
Lo svincolo di Bacugno

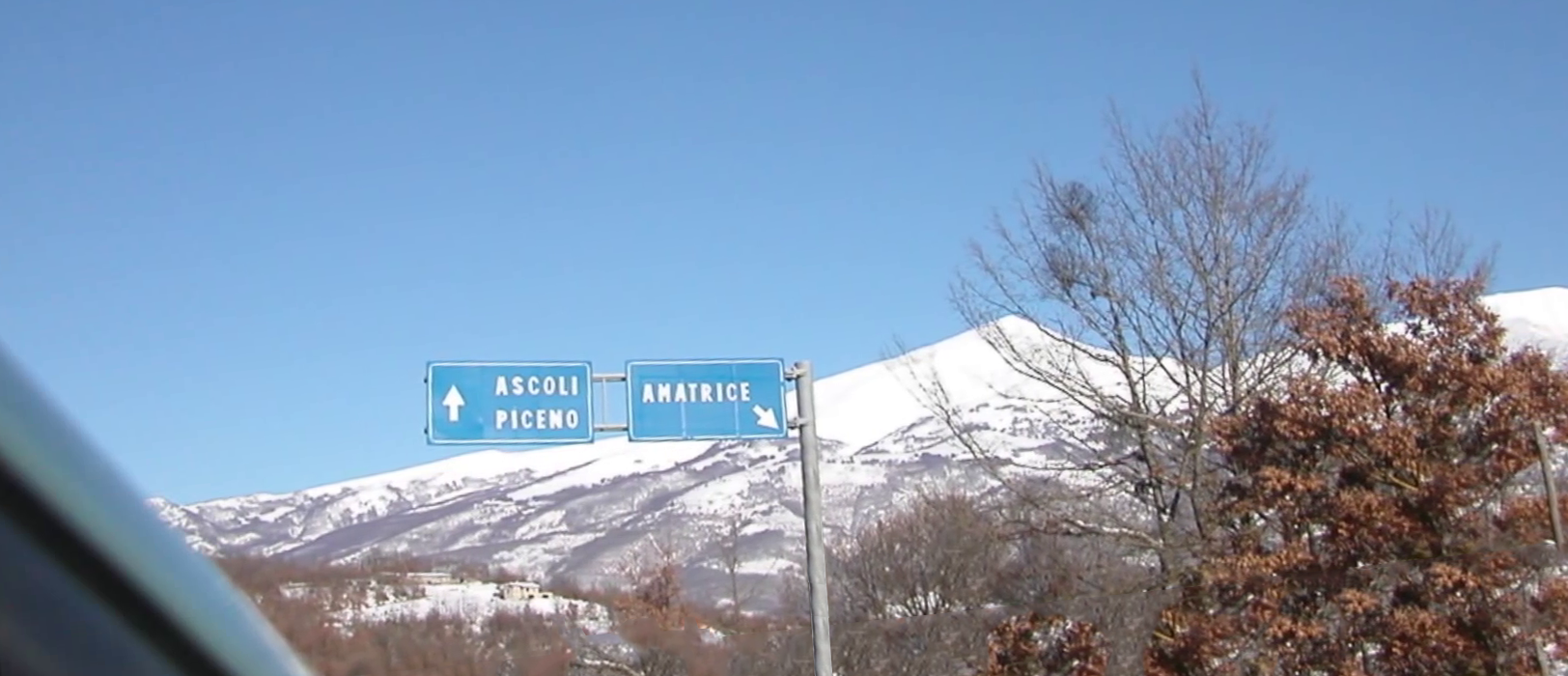
Lo svincolo di Amatrice

| SS 4 Tratto Bivio Micigliano - Ascoli |         | |
| Tipo                                  | Km      | Nome |
|                                       | 101,4   | rotatoria uscita Micigliano - Abbazia benedettina dei Santi Quirico e Giulietta                                         |
|                                       | 103,2   | galleria San Quirico (890 metri)                                                                                        |
|                                       | 104,2   | galleria Sant'Angelo (140 metri)                                                                                        |
|                                       | 105,1   | galleria Gole del Velino (1270 metri)                                                                                   |
|                                       | 106,5   | Sigillo sud viadotto Velino (1120 metri)                                                                                |
|                                       | 107,6   | galleria San Pietro (430 metri)                                                                                         |
|                                       | 108,1   | viadotto Sigillo (140 metri)                                                                                            |
|                                       | 108,2   | galleria Sigillo (710 metri)                                                                                            |
|                                       | 109     | viadotto Valenzano (455 metri)                                                                                          |
|                                       | 109,6   | Sigillo nord (immissione ed uscita in direzione Rieti; solo immissione in direzione Ascoli) galleria Casali (230 metri) |
|                                       | 110     | galleria Briglione (170 metri)                                                                                          |
|                                       | 110,3   | galleria San Giovanni (130 metri)                                                                                       |
|                                       | 111     | Stazione di rifornimento - Bar - Ristorante                                                                             |
|                                       | 111,5   | Posta |
|                                       | 111,7   | di Leonessa Borbona Montereale                                                                                          |
|                                       | 112,3   | di Leonessa Leonessa Cascia Monteleone di Spoleto                                                                       |
|                                       | 112,7   | Stazione di rifornimento - Bar                                                                                          |
|                                       | 112,9   | Bacugno |
|                                       | 113,8   | galleria Santa Rufina (96 metri)                                                                                        |
|                                       | 114     | viadotto Santa Rufina (circa 100 metri)                                                                                 |
|                                       | 115,5   | Santa Croce - Vetozza - Bacugno - Piedimordenti                                                                         |
|                                       | 121,1   | Cittareale - Selvarotonda - Cascia - Norcia                                                                             |
|                                       | 122,8   | viadotto San Silvestro (circa 400 metri)                                                                                |
|                                       | 124,3   | viadotto Le Forme (circa 300 metri)                                                                                     |
|                                       | 125,2   | viadotto Collevento (circa 100 metri)                                                                                   |
|                                       | 125,3   | viadotto Osteria (circa 200 metri)                                                                                      |
|                                       | 125,6   | viadotto Salaria (circa 200 metri)                                                                                      |
|                                       | 126     | viadotto del Passo (circa 200 metri)                                                                                    |
|                                       | 126,9   | Punto di valico del Passo della Torrita (1018 metri s.l.m.)                                                             |
|                                       | 128,2   | Torrita - L'Aquila - Scai                                                                                               |
|                                       | 128,9   | Santa Giusta - Bagnolo - San Giorgio - Collemoresco - Casale Nibbi solo direzione Rieti                                 |
|                                       | 129,2   | Stazione di rifornimento                                                                                                |
|                                       | 129,4   | Santa Giusta - Bagnolo - San Giorgio - Collemoresco - Casale Nibbi solo direzione Ascoli                                |
|                                       | 130,6   | galleria San Giorgio (104 metri)                                                                                        |
|                                       | 131,4   | viadotto Santa Giusta (195 metri)                                                                                       |
|                                       | 132     | Amatrice - Lago di Campotosto (solo direzione Ascoli)                                                                   |
|                                       | 132,5   | Amatrice - Lago di Campotosto (solo direzione Rieti)                                                                    |
|                                       | 132,7   | viadotto Scandarello (86 metri)                                                                                         |
|                                       | 133,4   | galleria Casalene (142 metri)                                                                                           |
|                                       | 134,4   | viadotto San Lorenzo (359 metri)                                                                                        |
|                                       | 135,4   | viadotto del cantoniere (417 metri)                                                                                     |
|                                       | 136     | Saletta-Amatrice |
|                                       | 138     | viadotto Tronto I (110 metri)                                                                                           |
|                                       | 138,4   | viadotto Tronto II (267 metri)                                                                                          |
|                                       | 138,7   | Poggio Casoli |
|                                       | 139,5   | Accumoli-Fonte del campo-Poggio d'Api-Illica                                                                            |
|                                       | 139,7   | viadotto Fonte del campo (288 metri)                                                                                    |
|                                       | 140,2   | Accumoli (in direzione Rieti solo uscita; in direzione Ascoli solo entrata)                                             |
|                                       | 141     | Accumoli-Tino |
|                                       | 144     | Grisciano |
|                                       | 144,958 | Confine Marche-Lazio |
|                                       | 146     | Strada per Pescara del Tronto                                                                                           |
|                                       | 147,8   | Vezzano |
|                                       | 148,4   | delle Tre Valli Umbre Cascia - Norcia - Pescara del Tronto - Forca Canapine                                             |
|                                       | 150,3   | Stazione di rifornimento - Bar                                                                                          |
|                                       | 150,4   | Arquata - Pretare - Montegallo - Piedilama                                                                              |
|                                       | 150,6   | Trisungo |
|                                       | 151,3   | Faete - Spelonga - Colle d'Arquata                                                                                      |
|                                       | 153,8   | galleria Valgarizia (1133 metri)                                                                                        |
|                                       | 155,5   | Favalanciata |
|                                       | 157,6   | Quintodecimo |
|                                       | 159,9   | San Vito |
|                                       | 160     | Acquasanta Terme |
|                                       | 161     | Santa Maria - Pozza - Umito - Pito                                                                                      |
|                                       | 161,5   | galleria Santa Maria di Acquasanta (213 metri)                                                                          |
|                                       | 162,4   | Centrale - Fornara - Zona industriale                                                                                   |
|                                       | 162,6   | viadotto Fosso Luco (90 metri)                                                                                          |
|                                       | 162,9   | Stazione di rifornimento - Bar                                                                                          |
|                                       | 163,9   | viadotto Centrale (250 metri)                                                                                           |
|                                       | 164,7   | viadotto Santa Lucia (150 metri)                                                                                        |
|                                       | 165,1   | viadotto Fosso Arola (150 metri)                                                                                        |
|                                       | 165,7   | Arli - Ponte d'Arli |
|                                       | 165,9   | galleria D'Arli I (767 metri) e II (100 metri)                                                                          |
|                                       | 166,9   | viadotto Fosso Rionile (50 metri)                                                                                       |
|                                       | 167     | Arli - Ponte d'Arli (solo direzione Rieti)                                                                              |
|                                       | 167,4   | Giustimana |
|                                       | 167,8   | viadotto Fiume Tronto (250 metri)                                                                                       |
|                                       | 168,3   | viadotto Fiume Tronto (330 metri)                                                                                       |
|                                       | 168,8   | viadotto Fiume Tronto (180 metri)                                                                                       |
|                                       | 169,4   | Stazione di rifornimento - Bar                                                                                          |
|                                       | 169,7   | viadotto Fiume Tronto (120 metri)                                                                                       |
|                                       | 170,2   | galleria Cavaceppo (91 metri)                                                                                           |
|                                       | 171,5   | Comunanza - Montegallo - Palmiano - Venarotta - Roccafluvione                                                           |
|                                       | 171,6   | Cervara - Colloto - Pedana - Taverna di mezzo                                                                           |
|                                       | 171,7   | Mozzano |
|                                       | 171,9   | Mozzano |
|                                       | 172,4   | viadotto Fiume Tronto (294 metri)                                                                                       |
|                                       | 172,7   | galleria Mozzano (174 metri)                                                                                            |
|                                       | 173,4   | viadotto Santa Maria (130 metri)                                                                                        |
|                                       | 173,7   | viadotto La Ciuca (56 metri)                                                                                            |
|                                       | 173,8   | Stazione di rifornimento                                                                                                |
|                                       | 174,1   | viadotto San Giovanni (124 metri)                                                                                       |
|                                       | 174,7   | viadotto Piccioni (534 metri)                                                                                           |
|                                       | 176     | Ascoli Piceno ovest Rosara Casamurana Stadio "Cino e Lillo Del Duca"                                                    |

### Volume di traffico
| km    | Tratto                        | Mezzi leggeri | Mezzi pesanti | Anno |
| ----- | ----------------------------- | ------------- | ------------- | ---- |
| 18,2  | Settebagni-Monterotondo       | 26 632        | 655           | 2016 |
| 57,9  | Ponte Buita-Poggio S. Lorenzo | 12 913        | 607           | 2019 |
| 86,0  | Cittaducale-Caporio           | 8320          | 381           | 2019 |
| 96,5  | Borgo Velino-Antrodoco        | 7287          | 326           | 2017 |
| 110,2 | Sigillo Nord-Posta            | 3202          | 211           | 2019 |
| 133,4 | Amatrice-Saletta              | 1734          | 240           | 2017 |
| 155,0 | Trisungo-Favalanciata         | 2952          | 269           | 2019 |
| 172,9 | Mozzano-Ascoli ovest          | 9424          | 404           | 2017 |

## Ex Strada statale 4 bis del Terminillo
La ex strada statale 4 bis del Terminillo (nota anche come Via del Terminillo o Terminillese), oggi strada regionale 4 bis (SR4bis) è una strada regionale italiana che collega la città di Rieti con le località del Monte Terminillo, terminando a Campoforogna (1640 m.s.l.m.).